# 13区 (パリ)

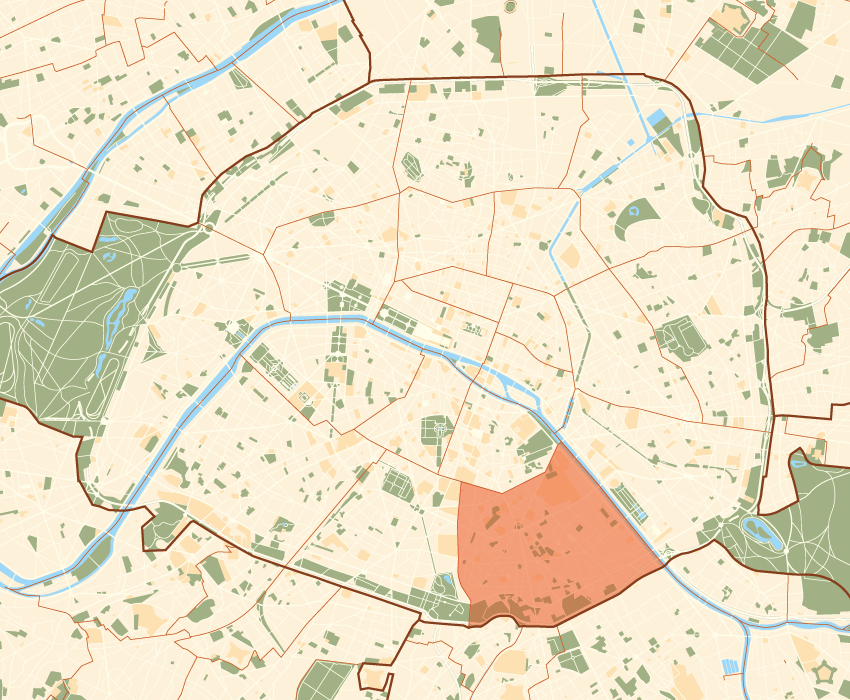
パリ・13区の位置

パリの13区  (13く、仏: 13e arrondissement de Paris) は、フランスの首都・パリ市を構成する20の行政区のひとつである 。第13区、パリ13区ともいう。市の南部に位置しており、セーヌ川の南岸に面している。

## 概要
パリの13区は、14区とともに、市の南部にある行政区。「ゴブラン区 (Arrondissement des Gobelins)」と呼ばれることもある 。セーヌ川の南の地域にある。南には、ペリフェリック （パリ環状道路）に沿う形で市の境界線が敷かれており、ヴァル＝ド＝マルヌ県に接している。人口は171,533人 (1999年)で、20区の中では5番目に多い（人口の推移等詳細については後述）。
区の名称は、市の中央部から時計回りに螺旋を描くようにして各区に付けられた番号を基にしており、当区はその13番目にあたることから、「13区」と名づけられた。オステルリッツ駅（ガール・ドステルリッツ）、国立図書館新館（フランソワ・ミッテラン図書館）、イタリア広場などがある。1970年代後半以降、再開発が進み高層住宅等が建ち並び、また、パリ最大の中華街が、イタリア広場の南側の地区にある。

## 地理

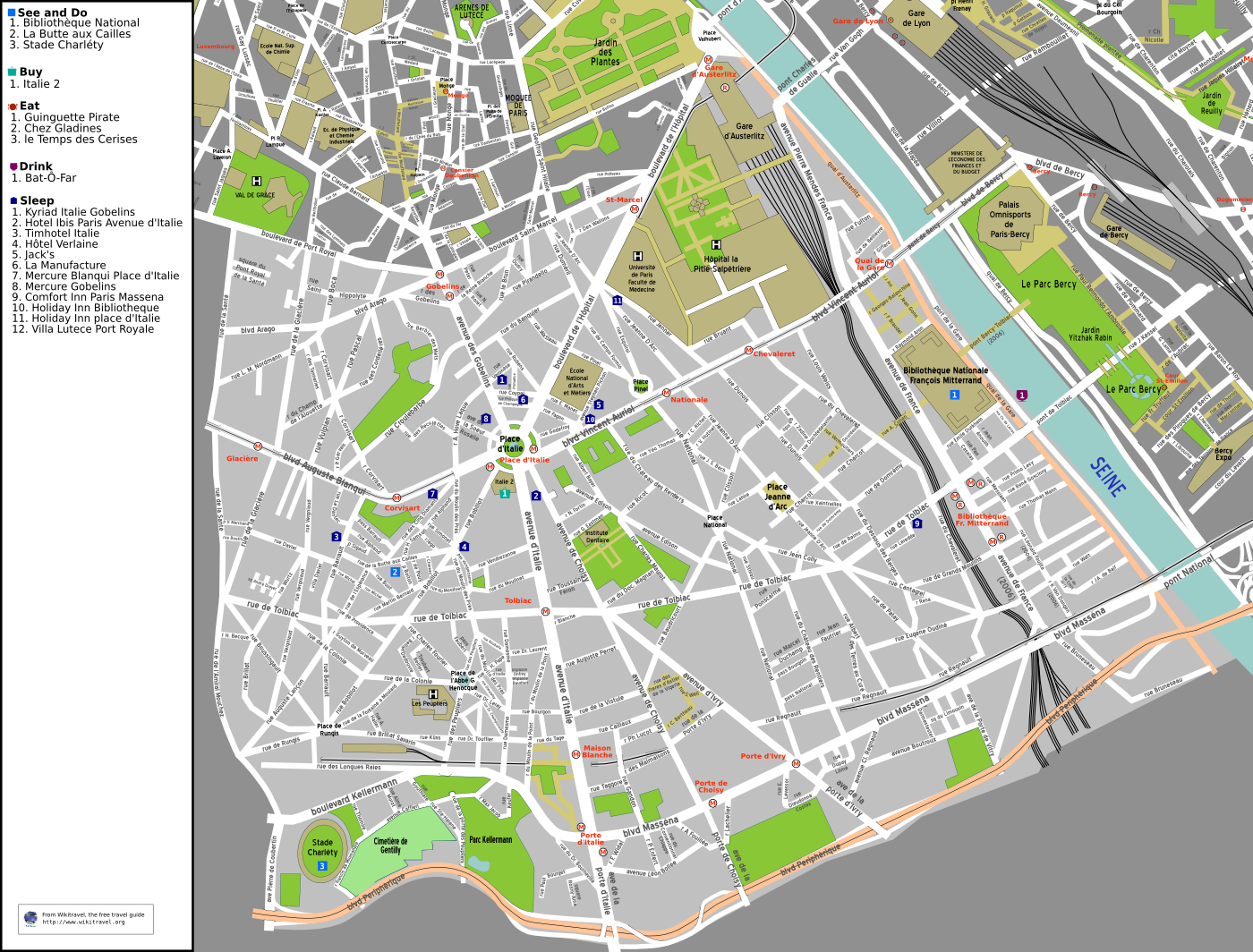
パリ・13区の詳細地図

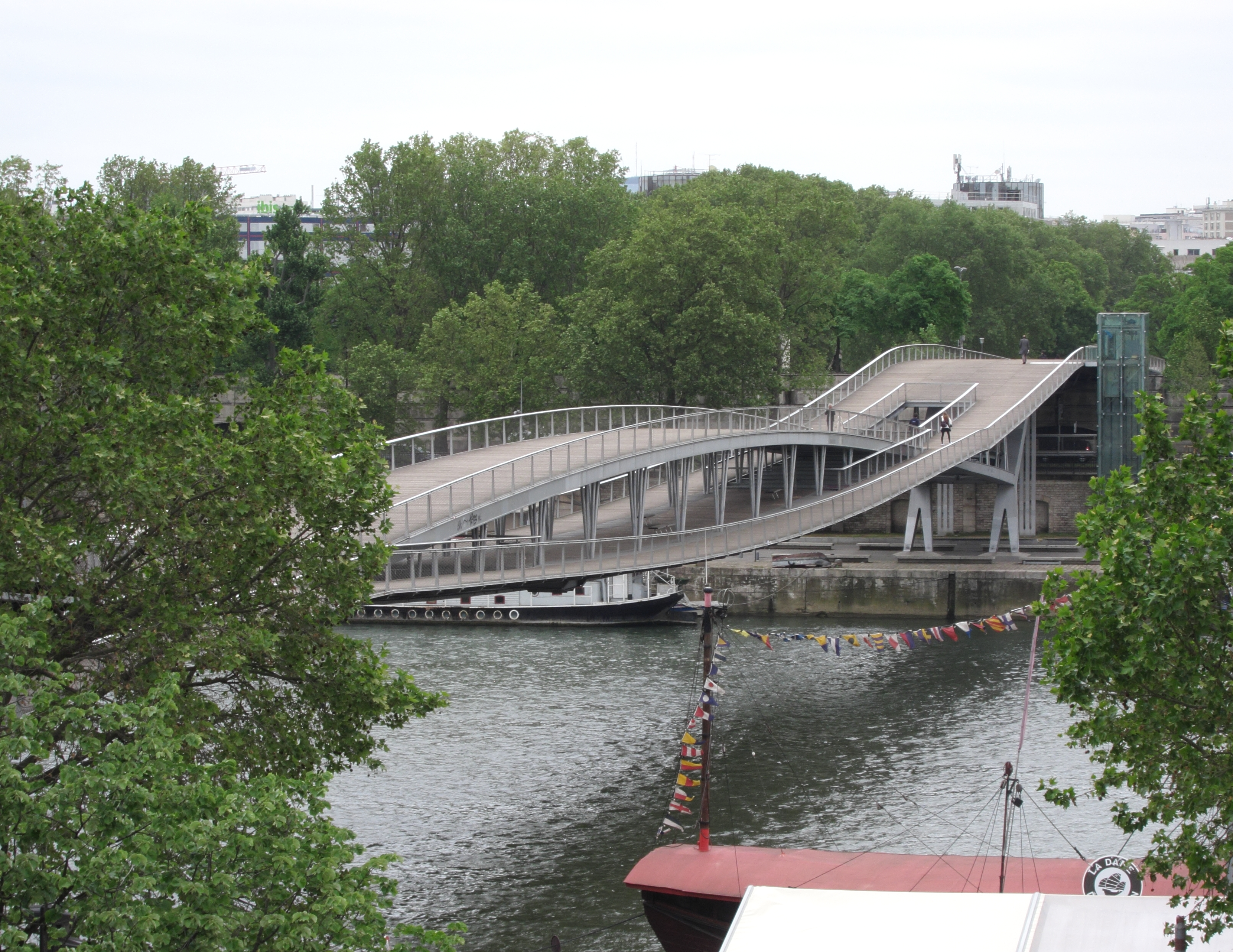
La passerelle Simone-de-Beauvoir （国立図書館新館から対岸12区のベルシー公園へ、セーヌ川を跨ぐシモーヌ・ド・ボーヴォワール橋）

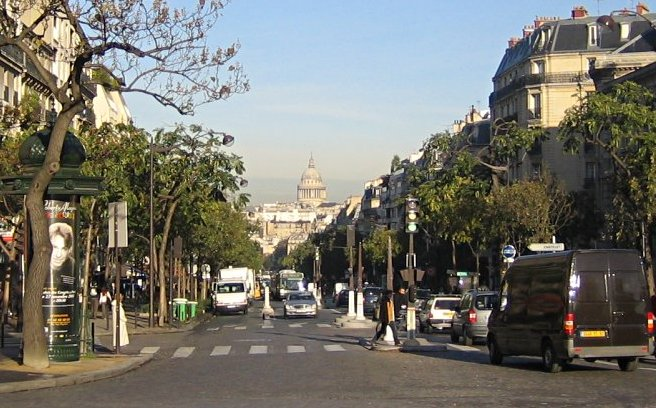
ゴブラン大通りから見るパンテオン

13区は、14区とともに、パリ南部に位置している。セーヌ川の南岸に面しており 、リヨン駅やベルシー公園の対岸にあたる区域である。面積は7.15 平方キロメートルで、20区のうちでは4番目に大きい。
北は、同じパリの行政区である5区に接している。南は、ペリフェリック （パリ環状道路）に沿う形でパリ市の境界線が敷かれ、ヴァル＝ド＝マルヌ県の各自治体、南東はイヴリー＝シュール＝セーヌ、南はル・クルムラン＝ビセートル、南西はジャンティイに接している。東は、セーヌ川を挟んで12区に接し、西は、モンパルナス地区のある14区に接している。

### 地形
- ビエーヴル川（フランス語版）（la Bièvre）
  - かつて、パリの南から市内に入り、セーヌ川に注いでいた自然の河川で、現在のケレルマン公園付近で13区内に入り、イタリア広場の西方を大きく蛇行して、植物園の南でセーヌ川に合流していた。生活排水や工場の廃液により水質汚染が進み、20世紀の初めに暗渠化されたが、近年、再生が試みられている [4][5]。

### 隣接する自治体（行政区）
- パリの行政区のうち、以下の区。
  - 5区、12区、14区。
- ヴァル＝ド＝マルヌ県のうち、以下の自治体。
  - イヴリー＝シュール＝セーヌ、ジャンティイ、ル・クレムラン＝ビセートル。

### 地区（カルチェ）

パリ・13区のカルチエ詳細図

パリの行政区は、それぞれ4つの地区（カルチェ）に区分されている。13区を構成する4地区のコードと名称は、次のとおりである。
- 49 - サルペトリエール地区 (Quartier de la Salpêtrière)
- 50 - ガール地区 (Quartier de la Gare)
- 51 - メゾン＝ブランシュ地区 (Quartier de la Maison-Blanche)
- 52 - クルールバルブ地区 (Quartier de Croulebarbe)

## 住民

### 人口
13区の人口は、1872年には69,431人であったのが、90年後の1962年には約10万人増の166,709人となった。1968年に一旦減となったが、その後は増加を続け、1999年には171,533人となり、過去最大の人口を記録した。20区のうちでは5番目に人口が多い。1975年以降は、パリの人口の7パーセント台で推移していたが、1999年には8パーセント台に突入した。2005年の推計では181,300人と見積もられており、更なる人口の増加が見込まれている。
また、人口の増加とともに人口密度も増加しており、1999年の人口密度は、1872年の約2.5倍の24,004人となっている。人口の推移の詳細は、次のとおりである。
| 年     | 区人口  | 市人口    | 区人口／市人口 | 区人口密度 | 市人口密度 | 備考                   |
| ------ | ------- | --------- | -------------- | ---------- | ---------- | ---------------------- |
| 1872年 | 69,431  | 1,851,792 | 3.75%          | 9,716      | 21,303     |                        |
| 1954年 | 165,620 | 2,850,189 | 5.81%          | 23,177     | 32,788     |                        |
| 1962年 | 166,709 | 2,790,091 | 5.98%          | 23,329     | 32,097     |                        |
| 1968年 | 158,280 | 2,590,771 | 6.11%          | 22,149     | 29,804     |                        |
| 1975年 | 163,313 | 2,299,830 | 7.10%          | 22,854     | 26,457     |                        |
| 1982年 | 170,818 | 2,176,243 | 7.85%          | 23,904     | 25,035     |                        |
| 1990年 | 171,098 | 2,152,423 | 7.95%          | 23,943     | 24,761     |                        |
| 1999年 | 171,533 | 2,125,246 | 8.07%          | 24,004     | 24,449     | 人口が過去最大を更新。 |
| 2005年 | 181,300 | 2,166,200 | 8.37%          | 25,371     | 24,920     | 人口は推計。           |

- 注意
  - 人口密度は、1平方キロメートルあたりの人口。区人口密度は、13区の面積を7.146平方キロメートルとして算出した。また、市人口密度は、森林部（ヴァンセンヌの森、ブローニュの森）を除くパリ市全体の面積（86.927平方キロメートル）をもとに算出した。
  - 1962年から1999年までの区人口及び市人口は、フランス国立統計経済研究所のデータ （Île-de-France ）を参考とした。

## 歴史

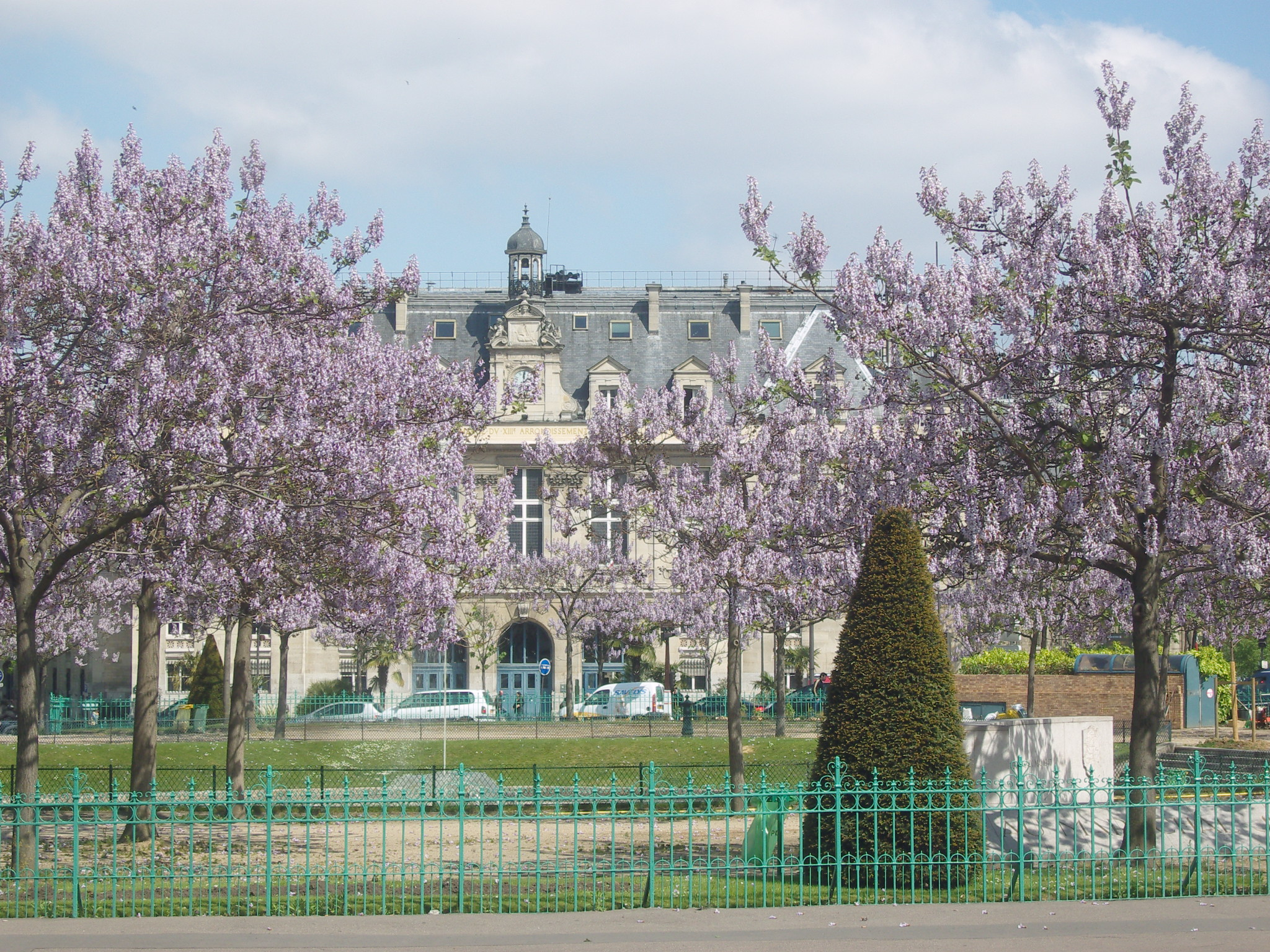
第13区庁舎、イタリア広場より

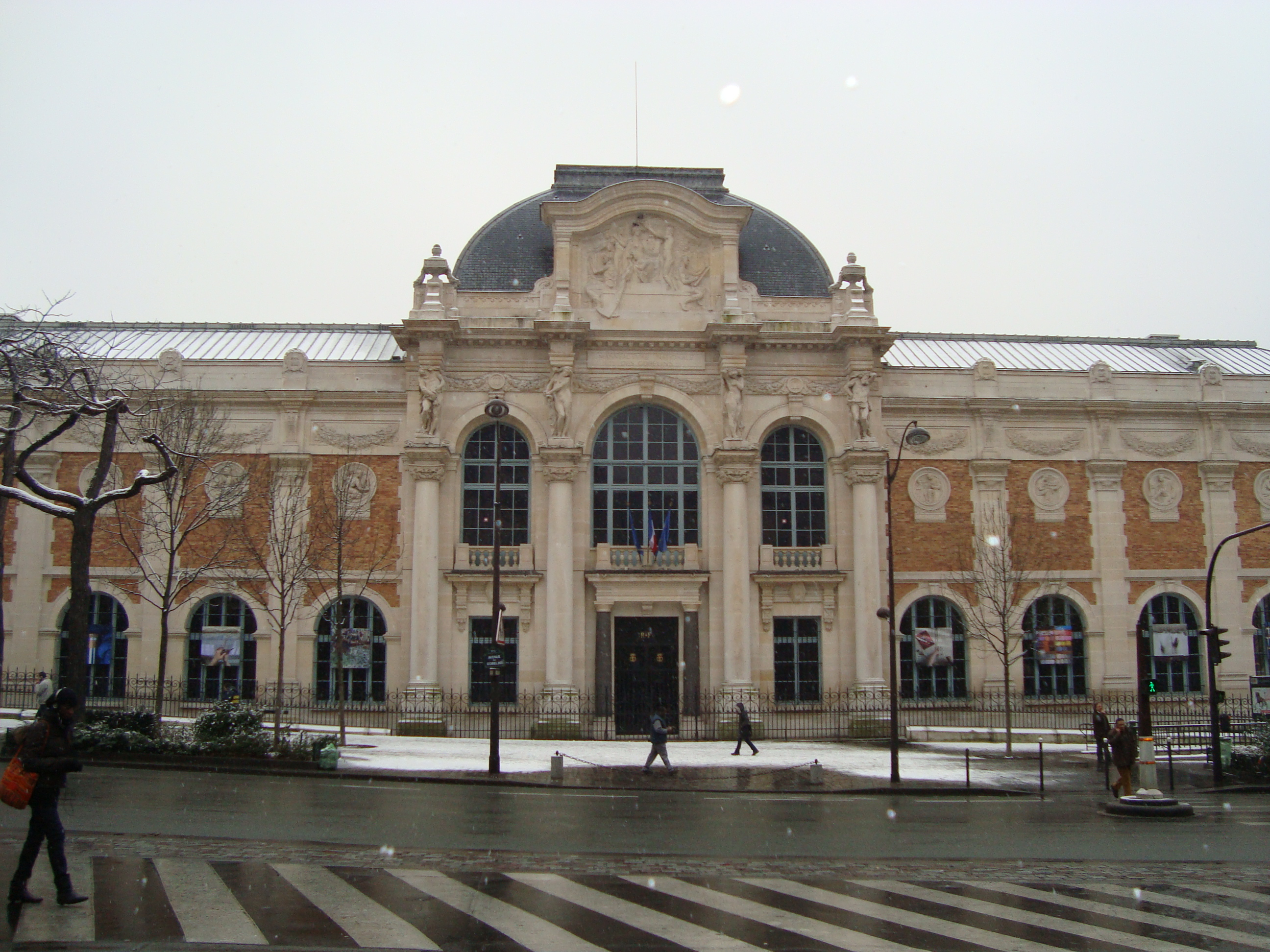
Manufacture nationale des Gobelins

## 政治・行政・司法

### 主な官公庁・公共機関
- 第13区役所 （Mairie du 13e arrondissement） - イタリア広場の北側に面している。

## 経済

### 主な企業
- ル・モンド（Le Monde）
  - オーギュスト＝ブランキ大通り (Boulevard Auguste-Blanqui) 80番地にある世界的に知られている新聞社。
- BPCE（BPCE）
  - ピエール・マンデス＝フランス大通り(Avenue Pierre Mendès-France) 50番地に所在する、二行合併後のフランス第2の金融資本グループ。

### 主な工場
- 国営ゴブラン工場 （Manufacture Nationale des Gobelins）
  - 1601年創設のタペストリー （ゴブラン織）の工場。現在も操業している。

### 主な店舗・商業施設
- イタリー2 （イタリー・ドゥー、Italie 2） - イタリア広場の南に面しているグラン・エクラン内にあるショッピングセンター。

## 健康・福祉

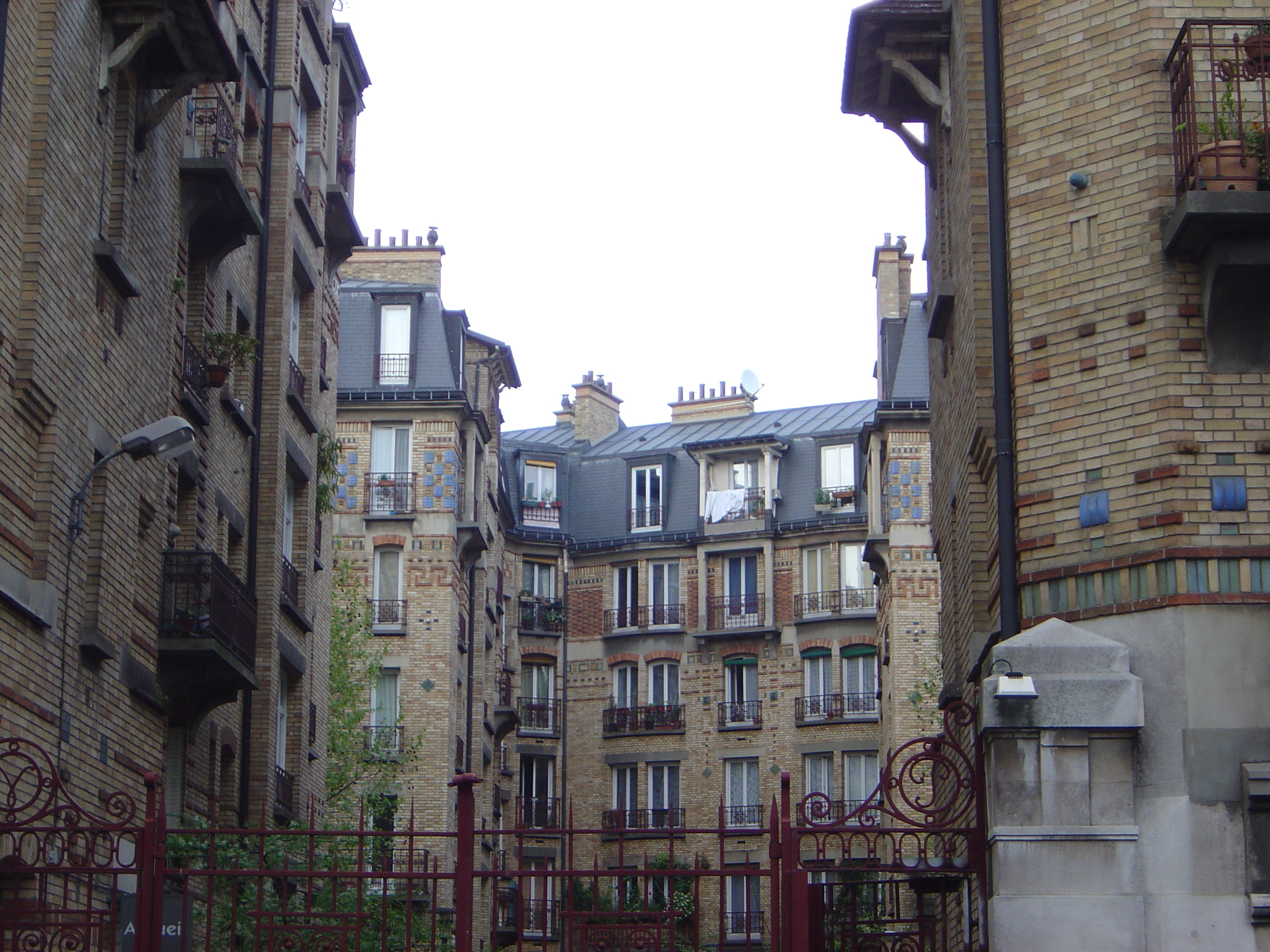
20世紀前半〜半ばに建造された13区内の古典的低家賃住宅 (HBM, 現在はHLM表記)。20世紀以降, ティエールの城壁周りに形成された貧民窟ラ・ゾンヌ (La Zone) 対策の為にパリ環状に建造された。

### 保健・医療
- ブロカ病院（Hôpital Broca）
- ピティエ＝サルペトリエール病院（Hôpital de la Pitié-Salpêtrière）

## 教育

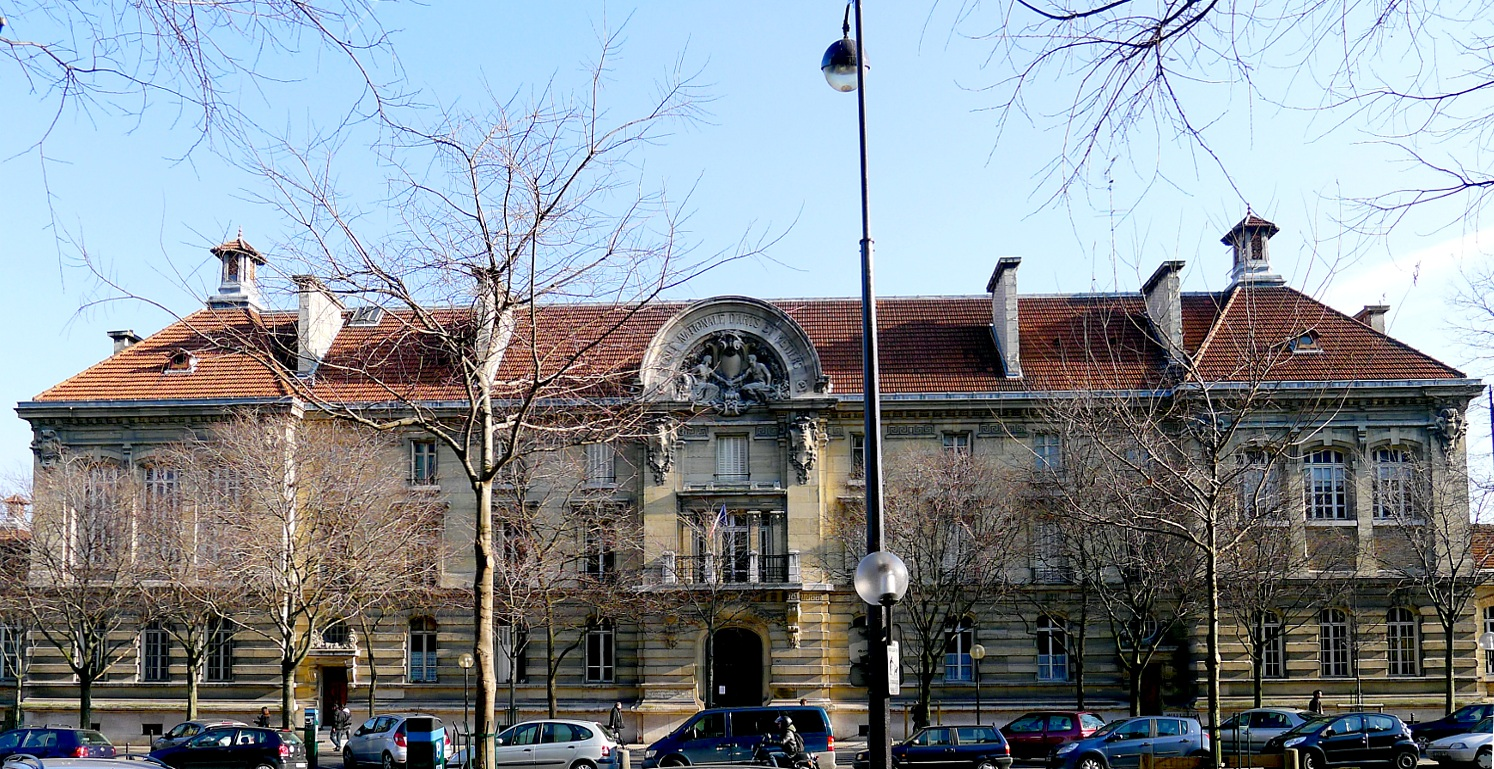
国立高等工芸学校 (ENSAM)

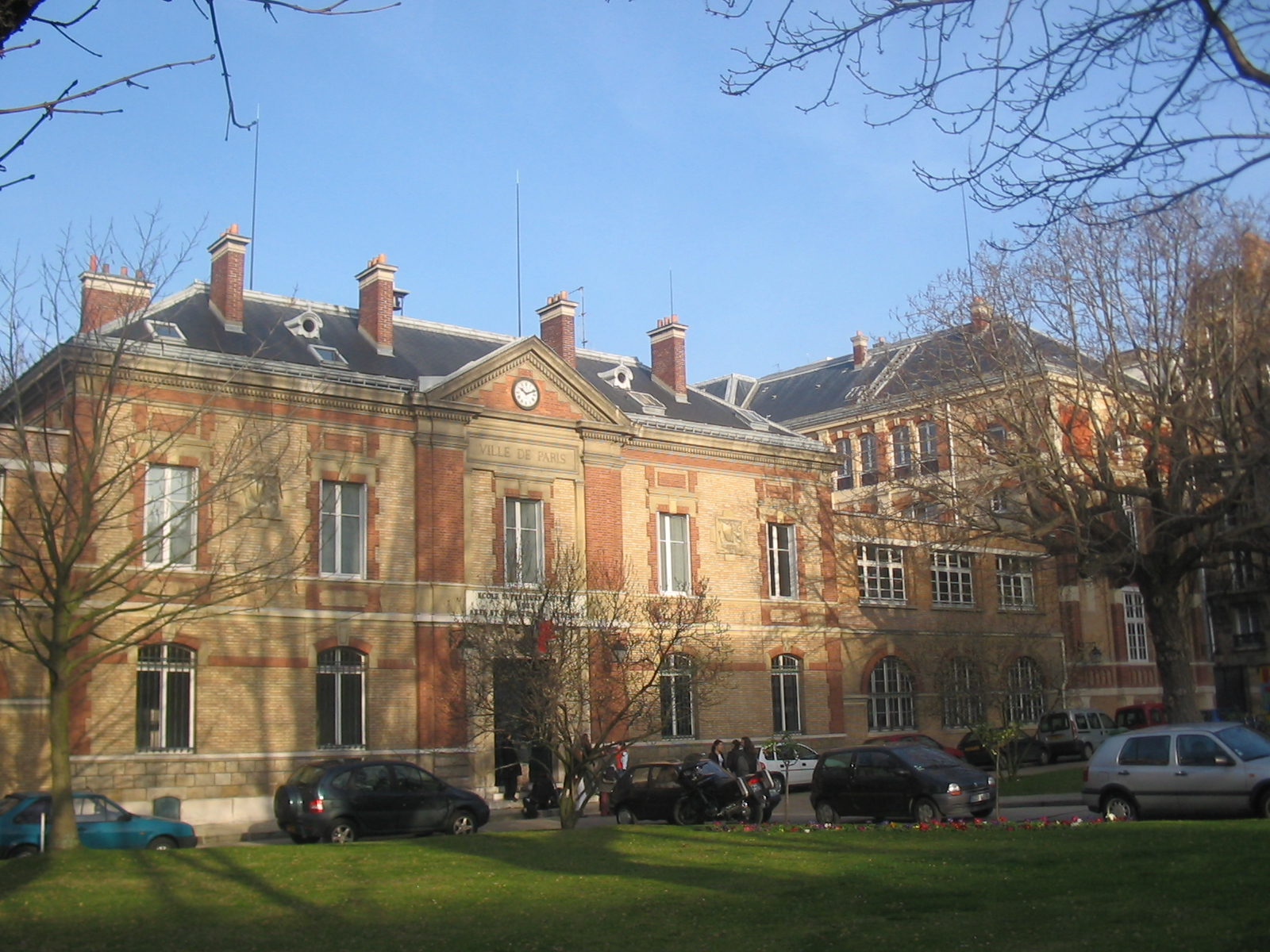
エコール・エティエンヌ

### 大学等
- 国立化学物理学生物学学校 （École Nationale de Chimie-Physique-Biologie (ENCPB)）
- 国立高等工芸学校 （École Nationale Supérieure d'Arts et Métiers (ENSAM)）
- 国立高等電気通信学校 （École Nationale Supérieure des Télécommunications (ENST)）
- 国立東洋言語文化学院（Institut national des langues et civilisations orientales (INALCO)） - フランス外務省の外交官らも多くが同校で研修を受けている。
- パリ第1大学 （パンテオン・ソルボンヌ）（Université Paris I (Panthéon-Sorbonne)） - トルビアック通り沿いに校舎の一つがある。
- パリ第6大学医学部ピティエ・サルペトリエール校 （Faculté de Médecine Paris VI Pitié Salpêtrière）
- パリ第7大学 （ドゥニ・ディドロ）（Université Paris VII (Denis Diderot)）
- エコール・エティエンヌ （École Estienne） - ビュット＝オ＝カイユ近くオーギュスト＝ブランキ大通り18番地にある、グラフィック・アートなど応用美術に関する公立の高等専門課程の代表格の一つ。
- パリ・ヴァル・ド・セーヌ国立高等建築学校（École nationale supérieure d'architecture de Paris-Val de Seine）

## 文化施設

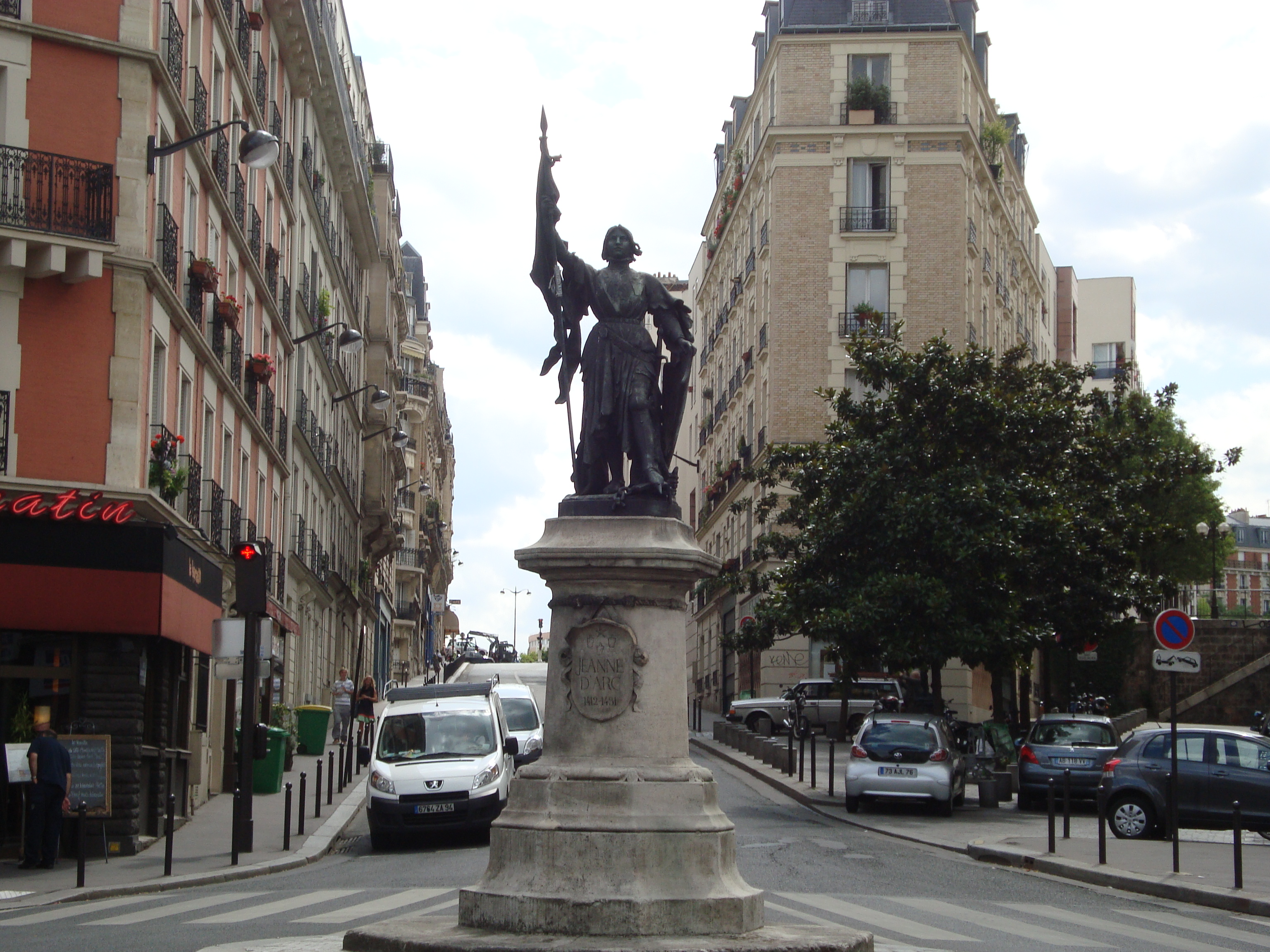
サン＝マルセル大通り (Boulevard Saint-Marcel) にあるジャンヌ・ダルク、フランスの解放者 (Jeanne d'Arc libératrice de la France) 像

### 美術館・博物館
- ゴブラン・ギャラリー （Galerie des Gobelins）

### 映画館・劇場
- MK2ビブリオテーク （MK2 Bibliothèque） - 国立図書館新館の西隣にある映画館。

### その他
- 国立図書館新館 （フランソワ・ミッテラン図書館） (Bibliothèque Nationale de France (BNF))

## 体育施設

### 陸上競技場・体育館など
- ジョルジュ・カルパンティエ競技場 （Stade Georges Carpentier）
- セバスティアン・シャルレティ競技場 （Stade Sébastien Charléty）
  - 13区の南西部にある総合スポーツ施設。単に「シャルレティ競技場」ともいう。サッカー、ラグビー、テニス、体操などのための施設が整備されている。

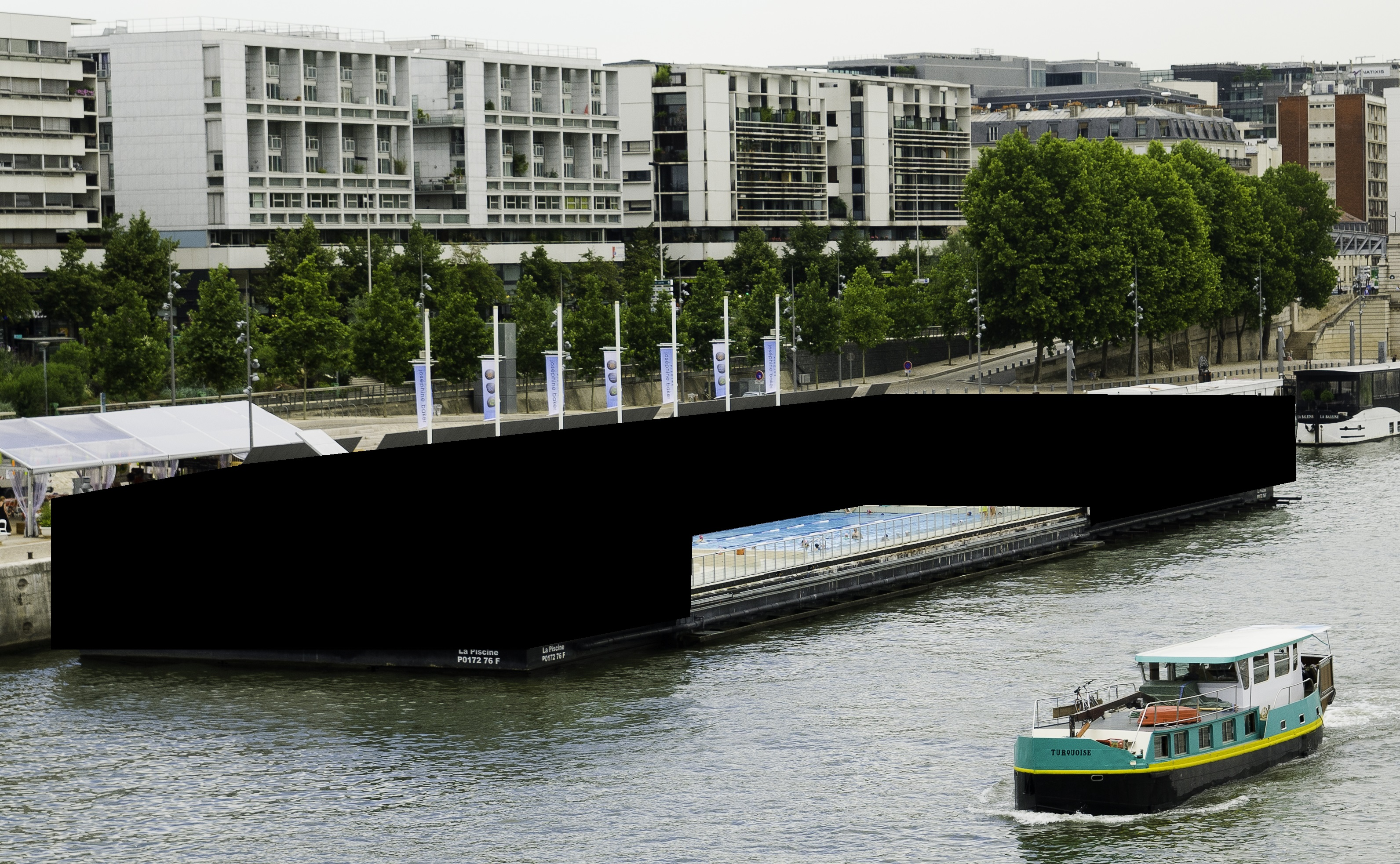
夏季の Piscine Joséphine-Baker、フランソワ＝モーリアック河岸

### プール
- ジョゼフィーヌ＝バケル・プール （ピシーヌ・ジョゼフィーヌ＝バケル、Piscine Joséphine-Baker）
  - 夏季に「パリ・プラージュ」の一環としてセーヌ川に設置される。ジョセフィン・ベーカーから名付けられた。
- ビュット＝オ＝カイユ・プール （Piscine de la Butte-aux-Cailles） - パリで最も古いプールのひとつ。歴史的建造物に指定されている。

## 宗教施設

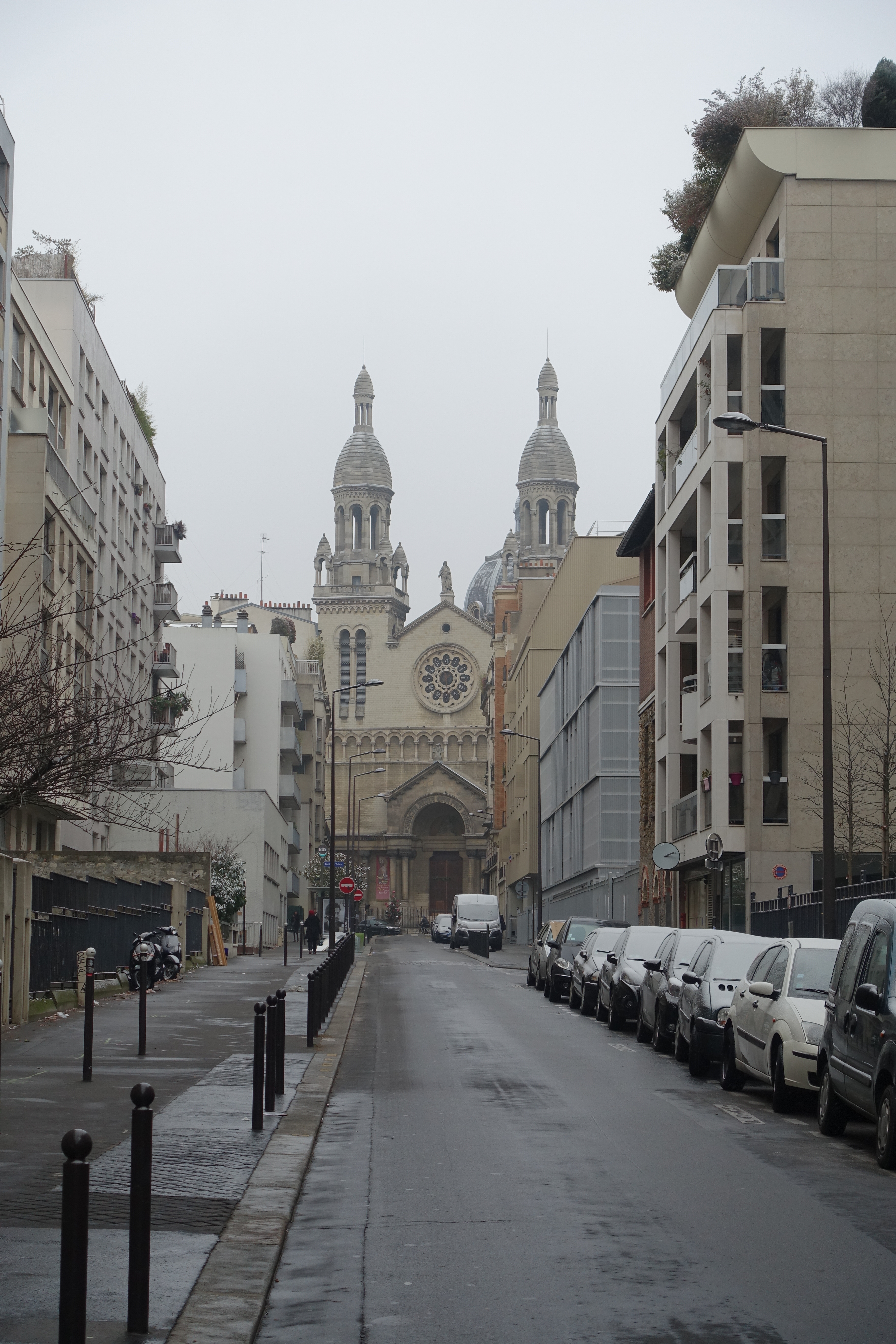
トルビアック通り188番地にある、1912年建造のサンタンヌ・ド・ラ・ビュット＝オ＝カイユ教会 (Eglise Sainte-Anne de la Butte-aux-Cailles)
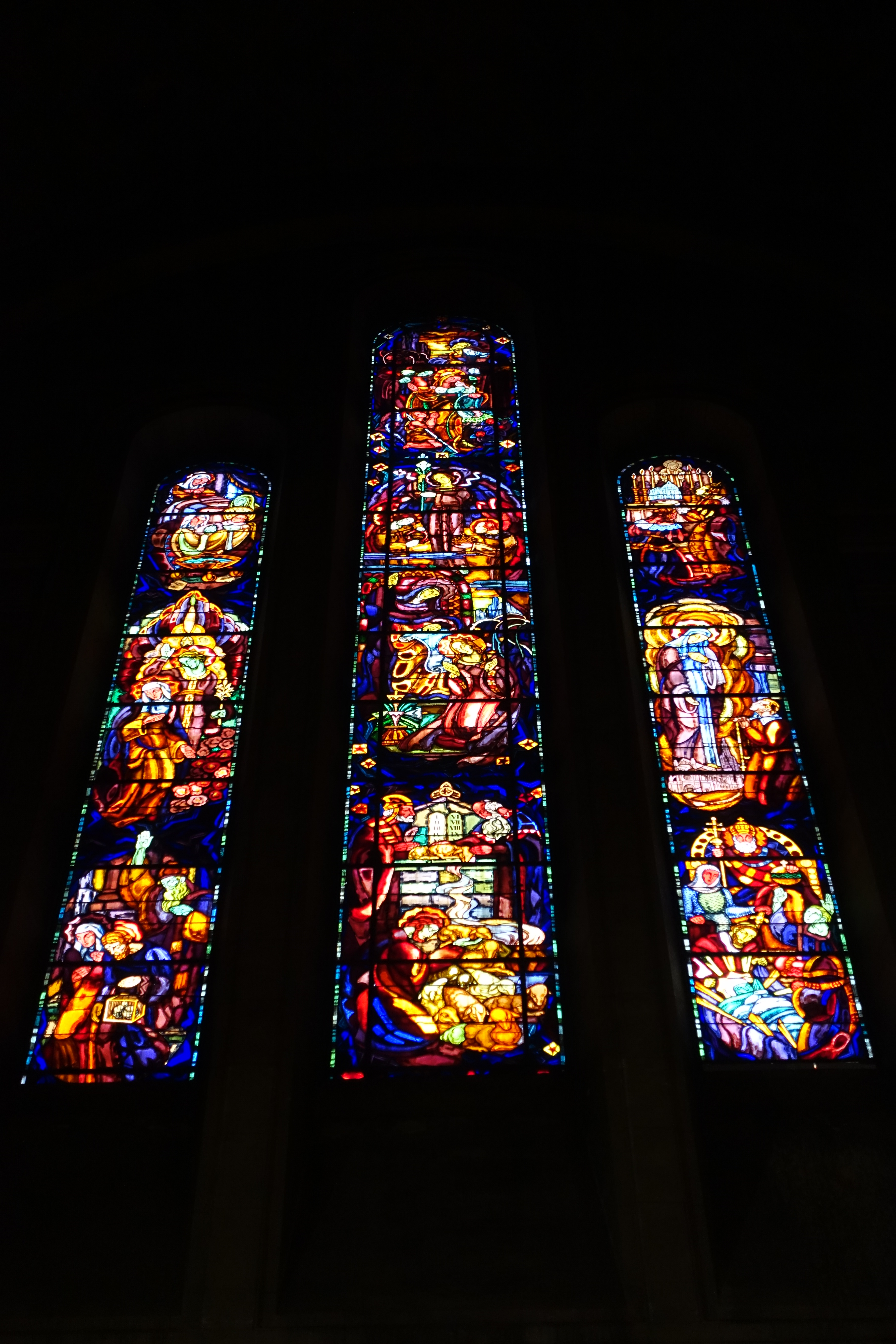
サンタンヌ・ド・ラ・ビュット＝オ＝カイユ教会のステンドグラス
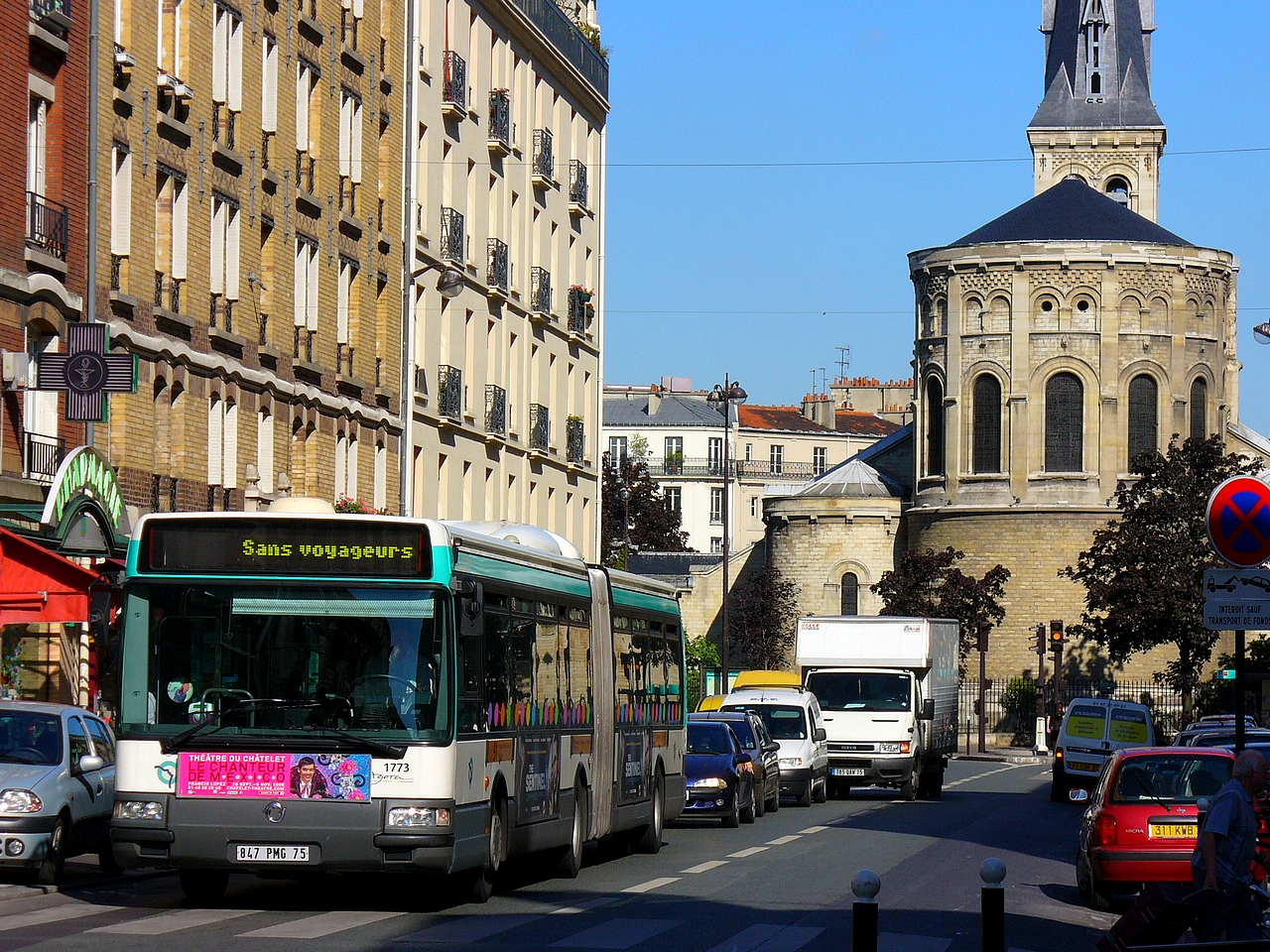
ノートルダム＝ド＝ラ＝ガール教会背部
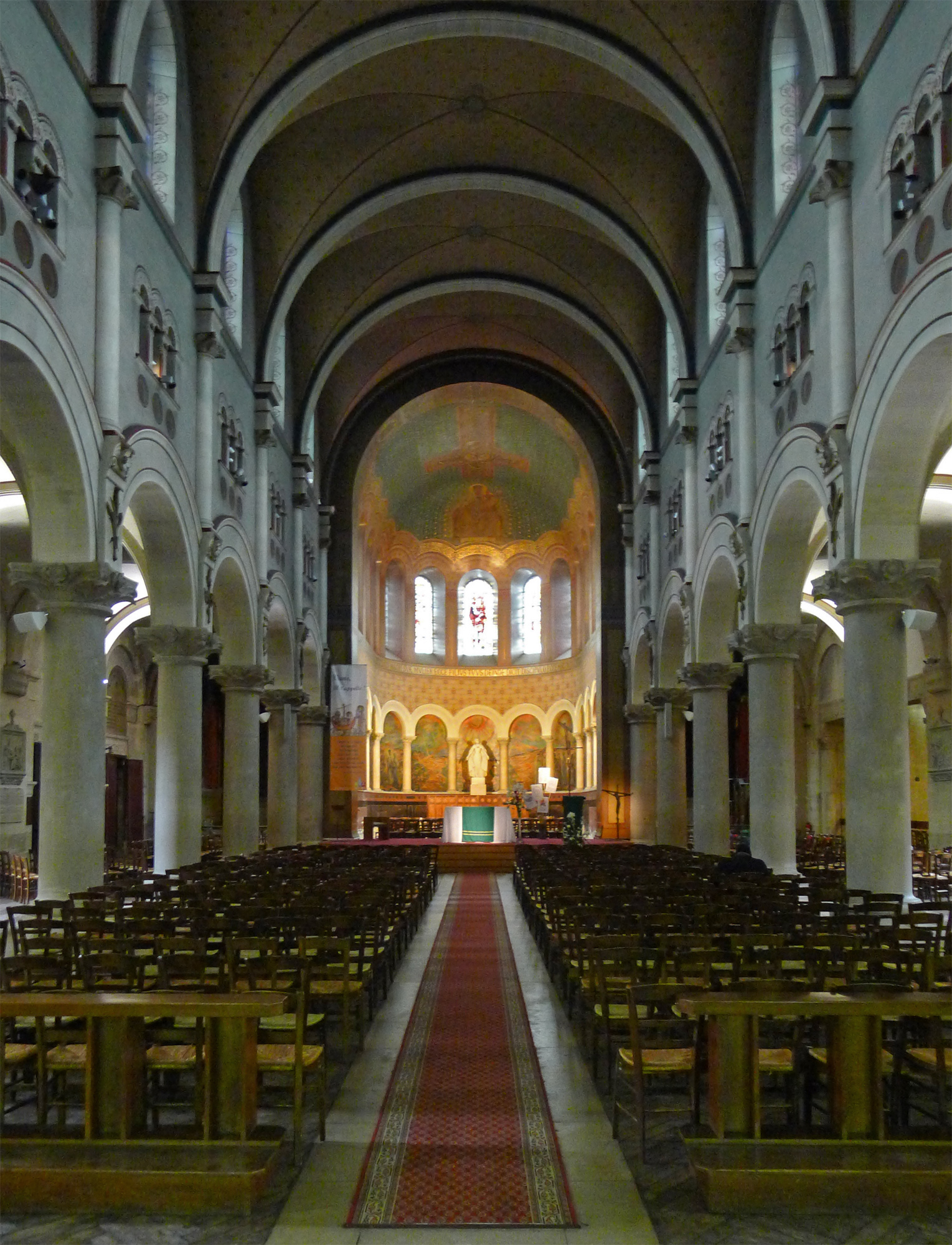
ノートルダム＝ド＝ラ＝ガール教会堂内クワイヤ
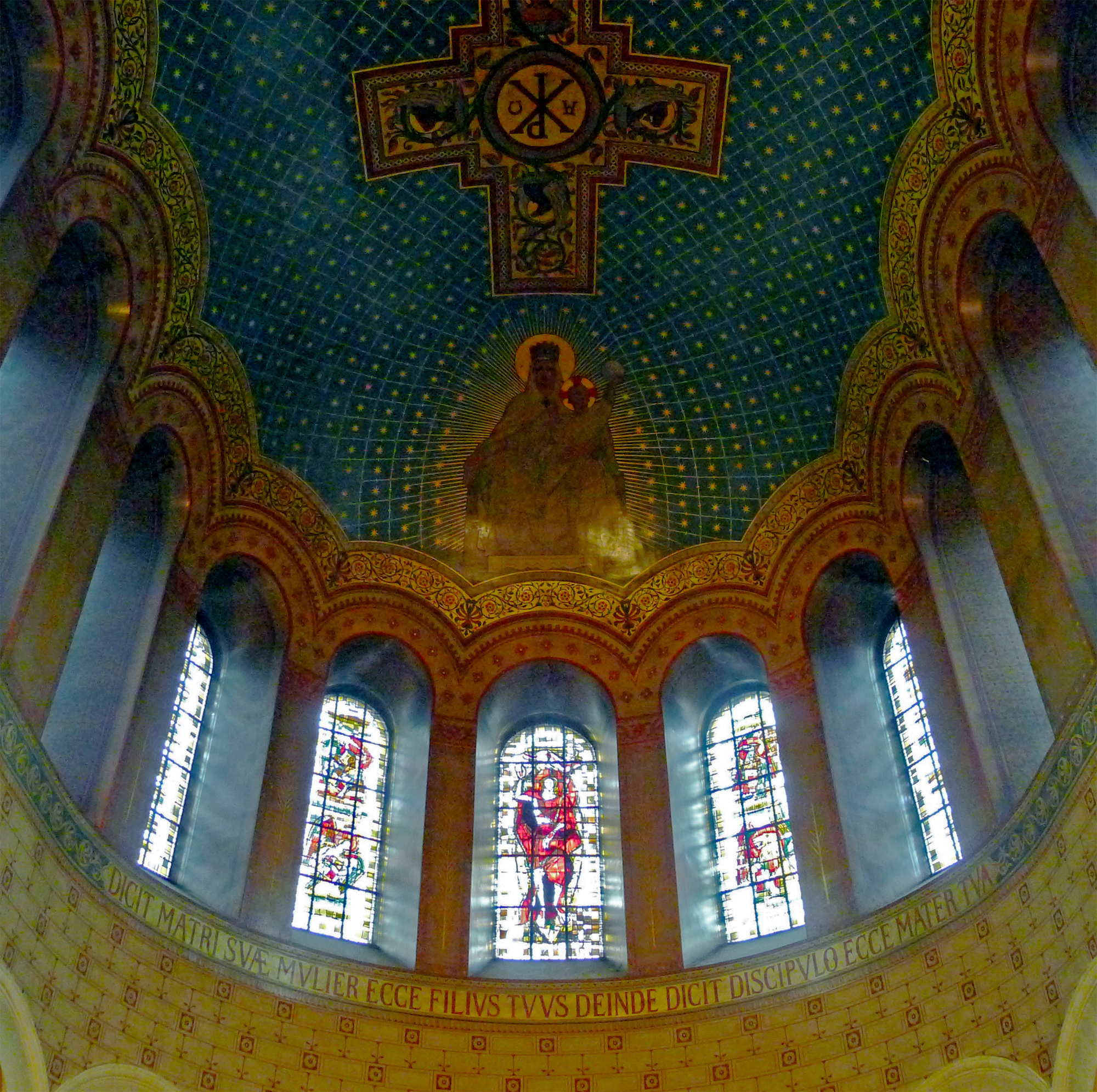
ノートルダム＝ド＝ラ＝ガール教会堂内ドーム天井

### 教会・寺院
- サンタンヌ・ド・ラ・ビュット＝オ＝カイユ教会 （Église Sainte-Anne de la Butte-aux-Cailles）
- サン＝マルセル教会 （Église Saint-Marcel）
- ノートル＝ダム＝ド＝ラ＝ガール教会 （Église Notre-Dame-de-la-Gare）

## 観光・憩い

### 建築
1970年代半ば〜後半以降に建ち並び始めた下記「オランピアード」などの他、現在も13区内ではセーヌ川左岸「Paris Rive Gauche」が高層建築物等の再開発地区にあたる。景観高さ規制の厳しいパリ市内では1970年代半ば以降建設された15区の「Front-de-Seine」もよく知られている。パリ郊外の「ラ・デファンス」も有名。

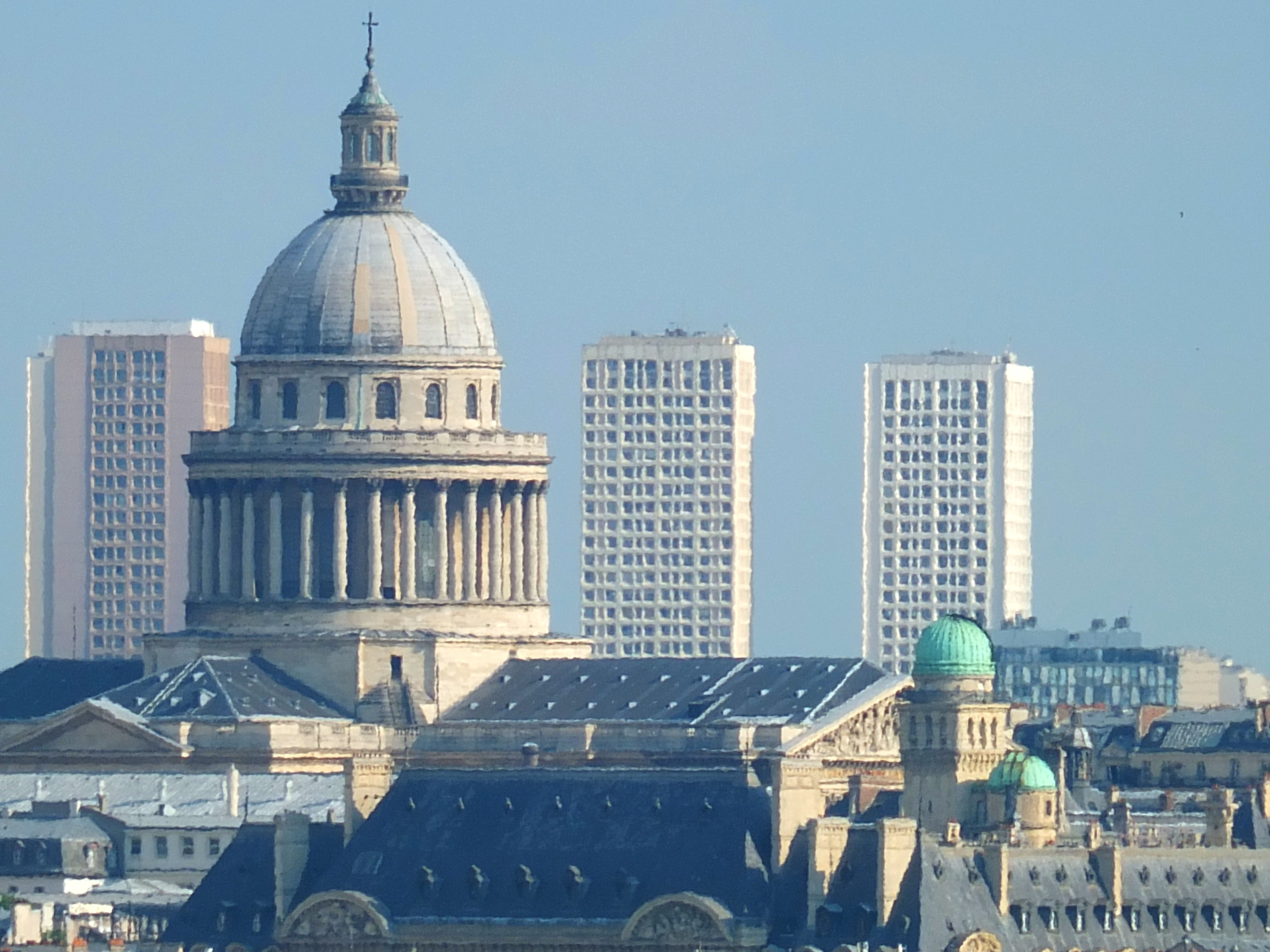
ギャラリー・ラファイエットから眺める、ソルボンヌ大学天文台、パンテオン、そしてLes Olympiades

- オランピアード （レゾランピアード、Les Olympiades）
  - 13区南部、イタリア広場の南側方面、トルビアック通り南側に位置する高層住宅団地。商業中心地は「ショワジーのトライアングル "le Triangle de Choisy"」と括られる中華街。
- グラン・エクラン （Grand Écran）
  - イタリア広場の南に面している複合施設。丹下健三が設計した [6]。
- トゥール・アルベール （Tour Albert）
  - イタリア広場の北西界隈にある高層マンション（高さ67m、23階建て） [7]。
- トゥール・シュペール＝イタリー （Tour Super-Italie）
  - 13区南部のメゾン・ブランシュ駅の近くにある超高層ビル（高さ112m、39階建て） [8]。

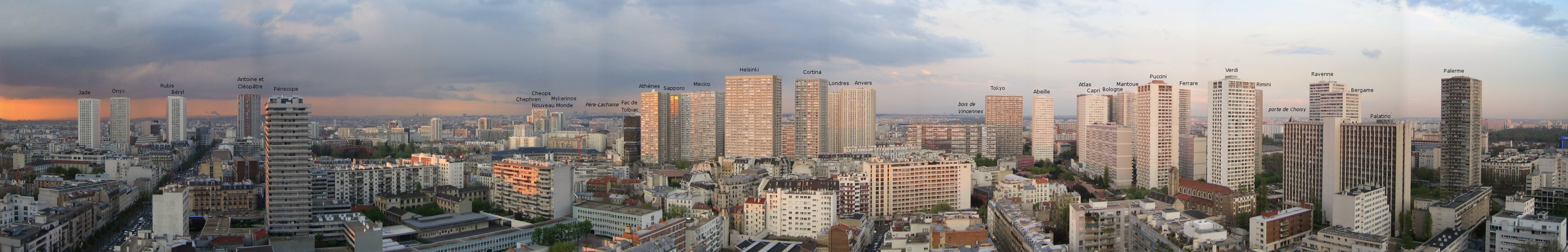
13区のパノラマ風景

### 公園・緑地等
- ケレルマン公園 （Parc Kellermann）
- ショワジー公園 （Parc de Choisy）
- ブラッシャイ庭園 （ジャルダン・ブラッサイ、Jardin Brassaï）
- ムーラン・ド・ラ・ポワント庭園 （Jardin du Moulin de la Pointe）
- ルネ＝ル・ガル公園 （Square René-Le Gall）

## 交通

### 鉄道
- フランス国鉄 （SNCF）
  - オステルリッツ駅 （ガール・ドステルリッツ）
    - オルレアン、トゥール方面のほか、マドリードなどに向かう国際列車も発着するターミナル駅。

- 地下鉄・メトロ （RATP）
  - 5号線
    - オステルリッツ駅 (ガール・ドステルリッツ) – サン＝マルセル駅 – カンポ＝フォルミオ駅 – プラス・ディタリー駅

  - 6号線
    - グラシエール駅 – コルヴィザール駅 – プラス・ディタリー駅 – ナシオナル駅 – シェヴァルレ駅 – ケ・ド・ラ・ガール駅

  - 7号線
    - レ・ゴブラン駅 – プラス・ディタリー駅 – トルビアック駅 – メゾン・ブランシュ駅 - （以降は、東方と南方の2方向へ分岐）
    - 東方への分岐線 : メゾン・ブランシュ駅 -  ポルト・ディタリー駅 – ポルト・ド・ショワジー駅 – ポルト・ディヴリー駅
    - 南方への分岐線 : メゾン・ブランシュ駅より先は、パリ市外の駅である。

  - 10号線
    - オステルリッツ駅 (ガール・ドステルリッツ)のみ。

  - 14号線
    - ビブリオテーク・フランソワ・ミッテラン駅 – オランピアード駅

- RER （SNCF）
  - C線
    - オステルリッツ駅 - ビブリオテーク・フランソワ・ミッテラン駅

- 路面電車 トラム （RATP）
  - ■トラム3号線
    - スタッド・シャルレティ＝ポルト・ド・ジャンティリー駅 - ポテルヌ・デ・ププリエ駅 - ポルト・ディタリー駅 - ポルト・ド・ショワジー駅 - ポルト・ディヴリー駅

### 高速道路・有料道路
- ペリフェリック （パリ環状道路） （Boulevard Périphérique）
  - ケ・ディヴリー - ポルト・ディヴリー - ポルト・ディタリー - ポルト・ド・ジャンティイ

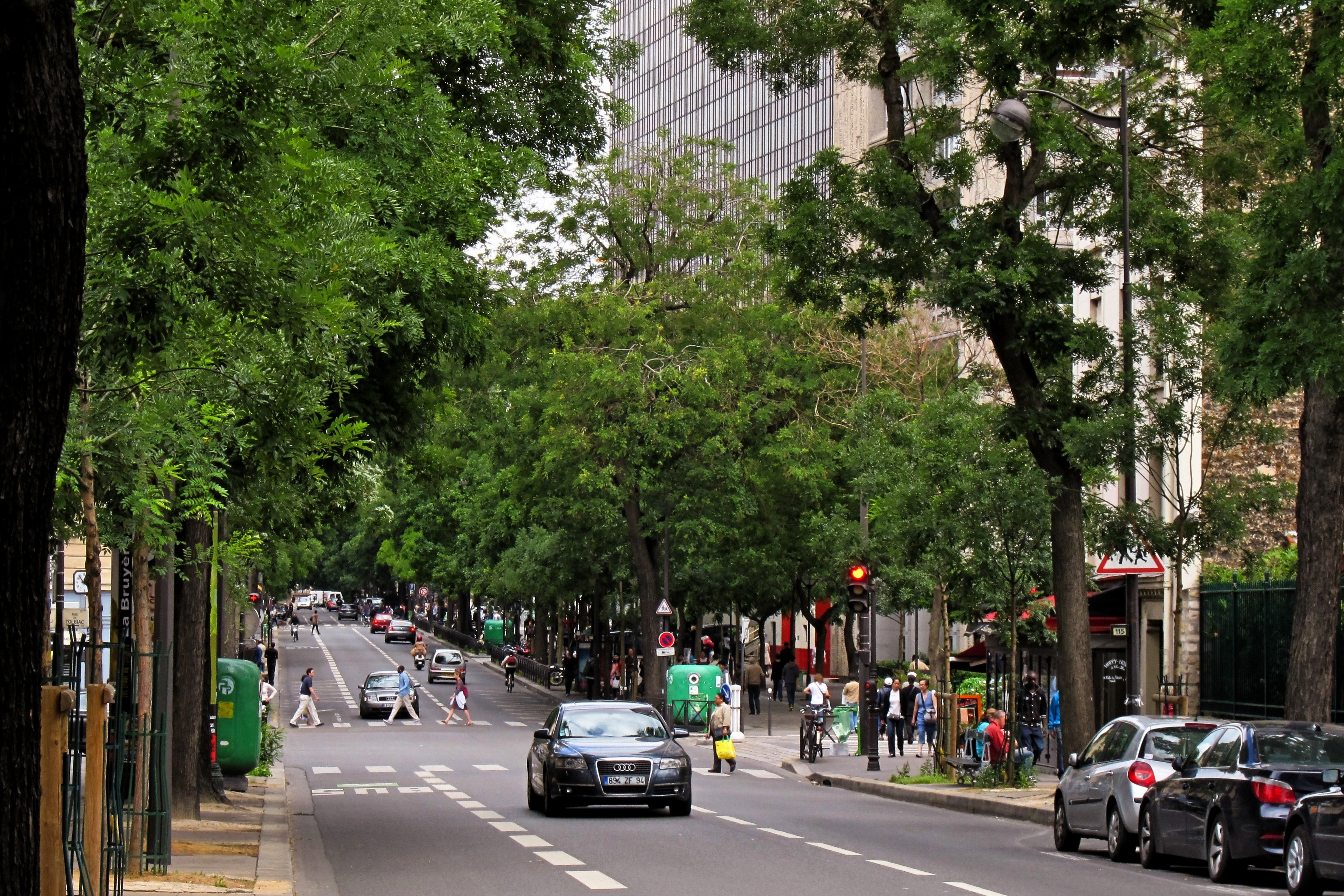
トルビアック通り
トルビアック通りの南側、「ショワジーのトライアングル "Le Triangle de Choisy"」 が中華街になる（赤面の箇所）。パリの中華街の起源は第一次世界大戦での労働需要を賄うためにパリ3区Rue du Temple界隈に形成されたのが始まりで、現在13区以外では19区, 20区の移民街たる"ベルヴィル"界隈に華僑系らが多く居住する。
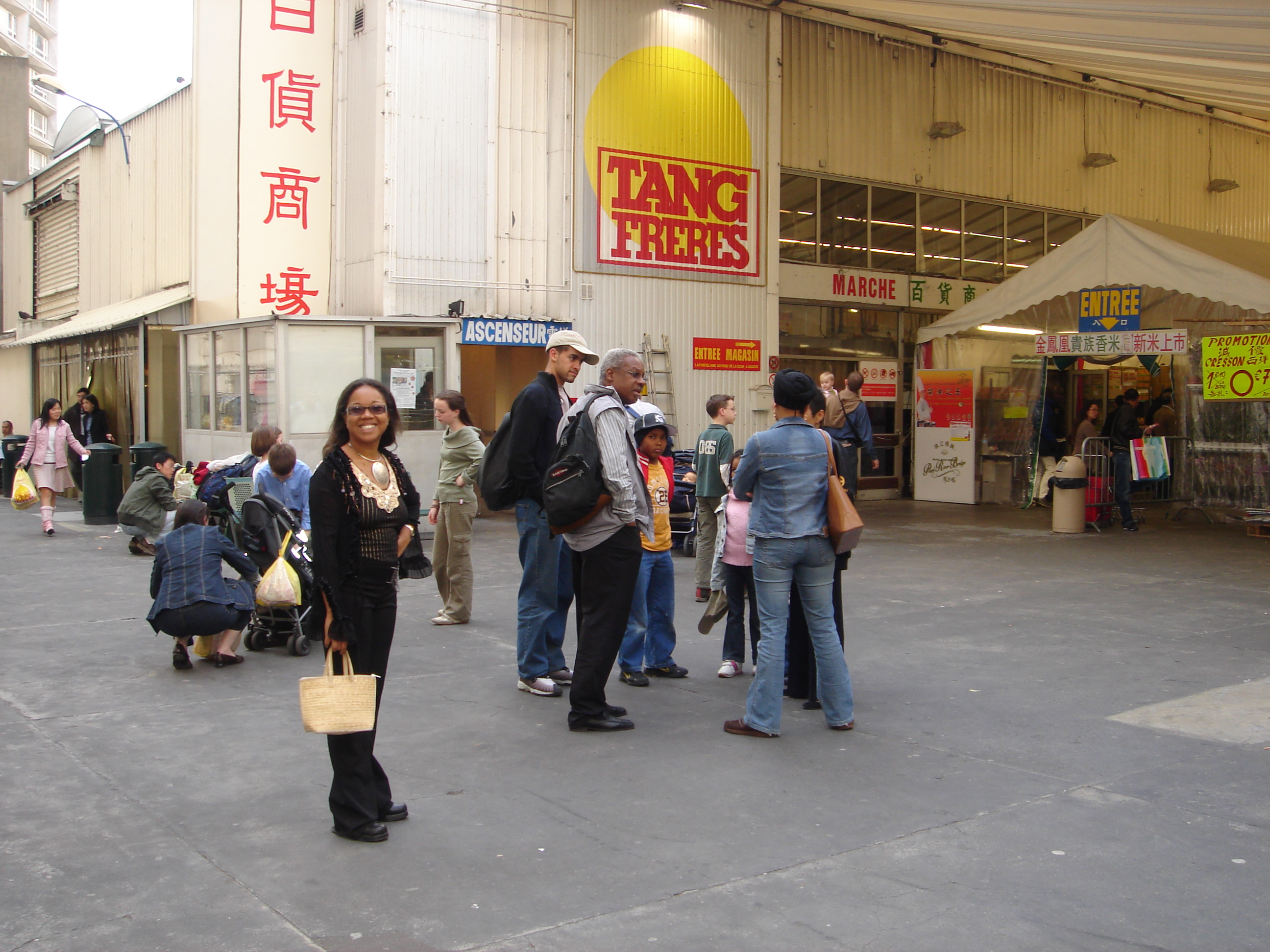
中国(華僑)系ラオス人兄弟が経営するスーパーマーケットTang Frères。創業は1981年、Avenue d'Ivryにて。
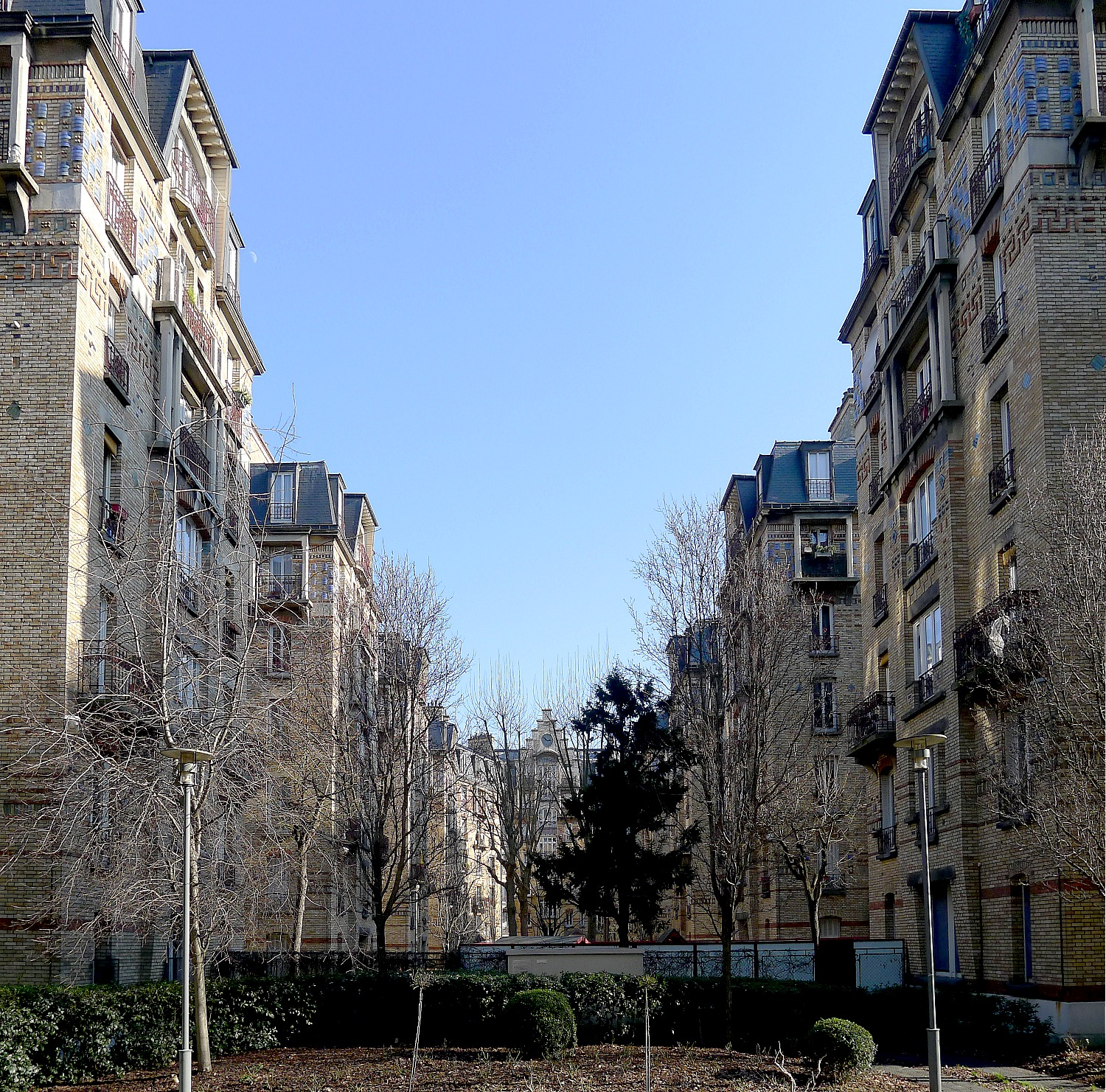
"Résidence Campo-Formio" sur le boulevard de l'Hôpital
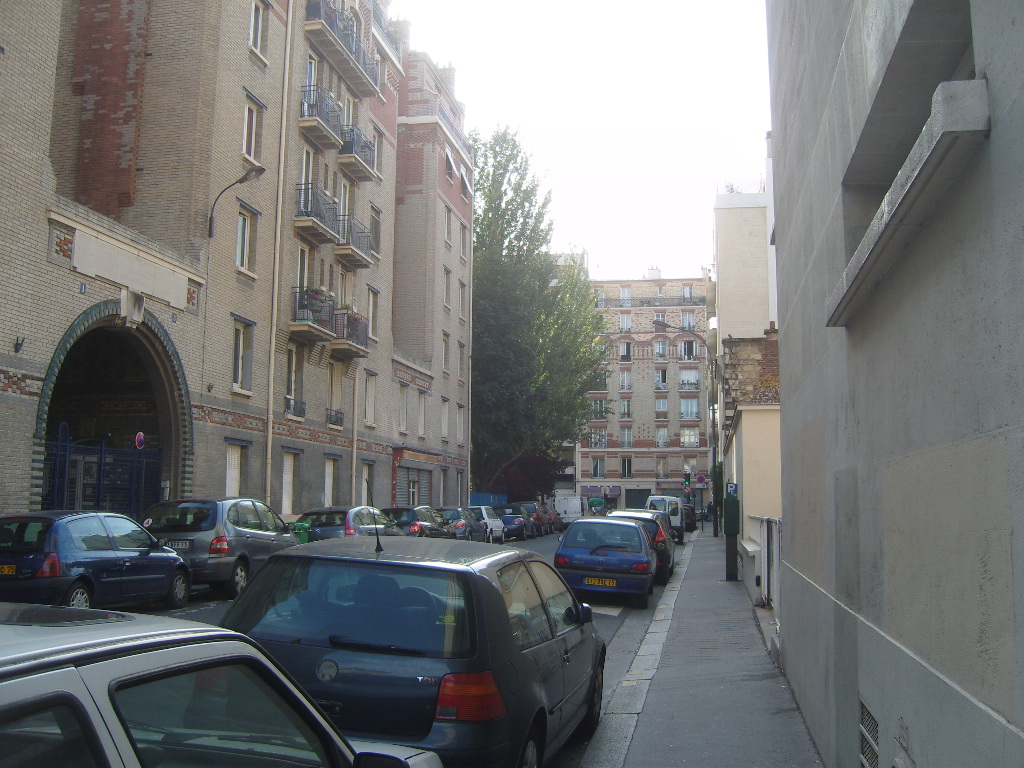
La rue Henri-Becque, vue vers l'ouest depuis la rue Boussingault.
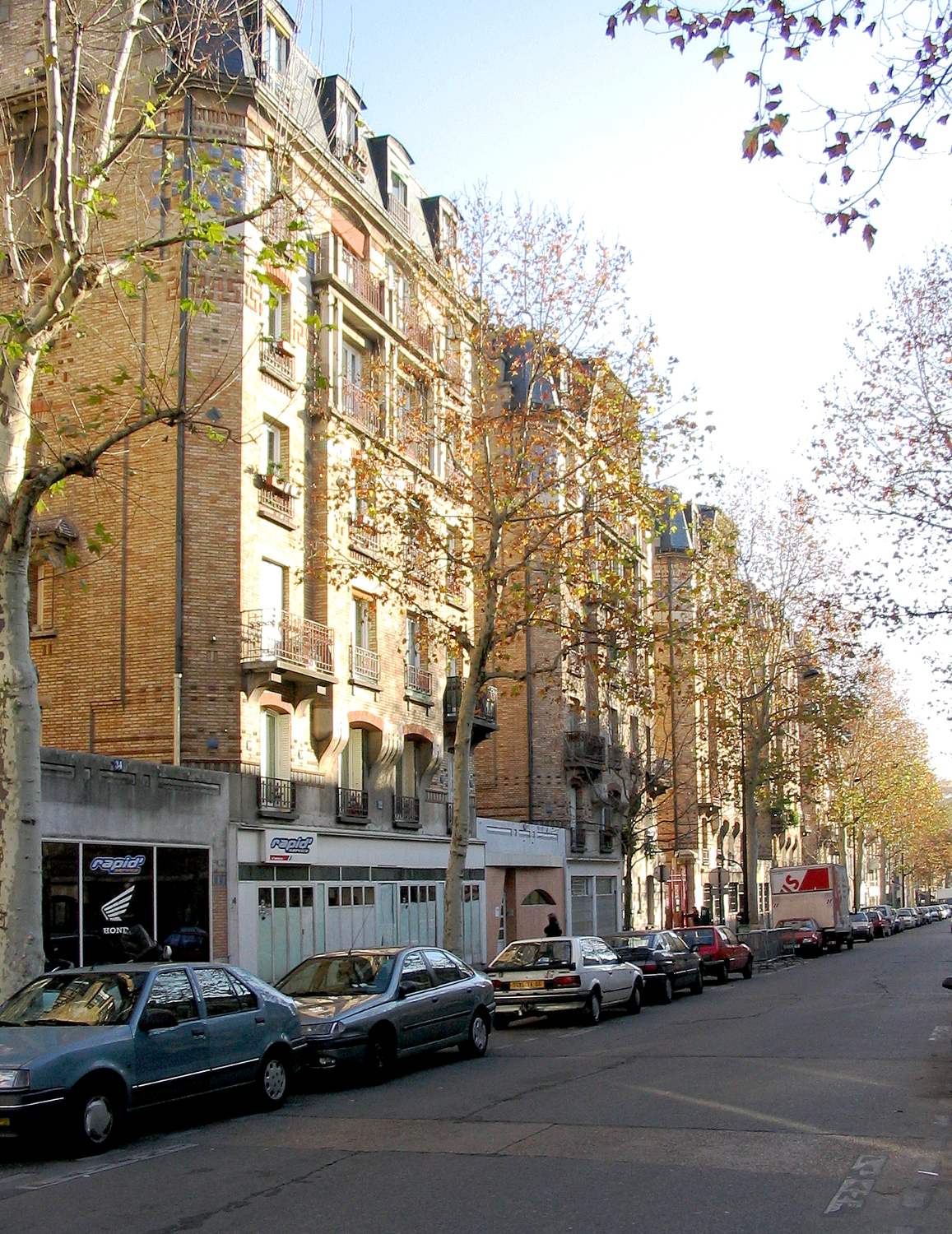
Rue Pinel
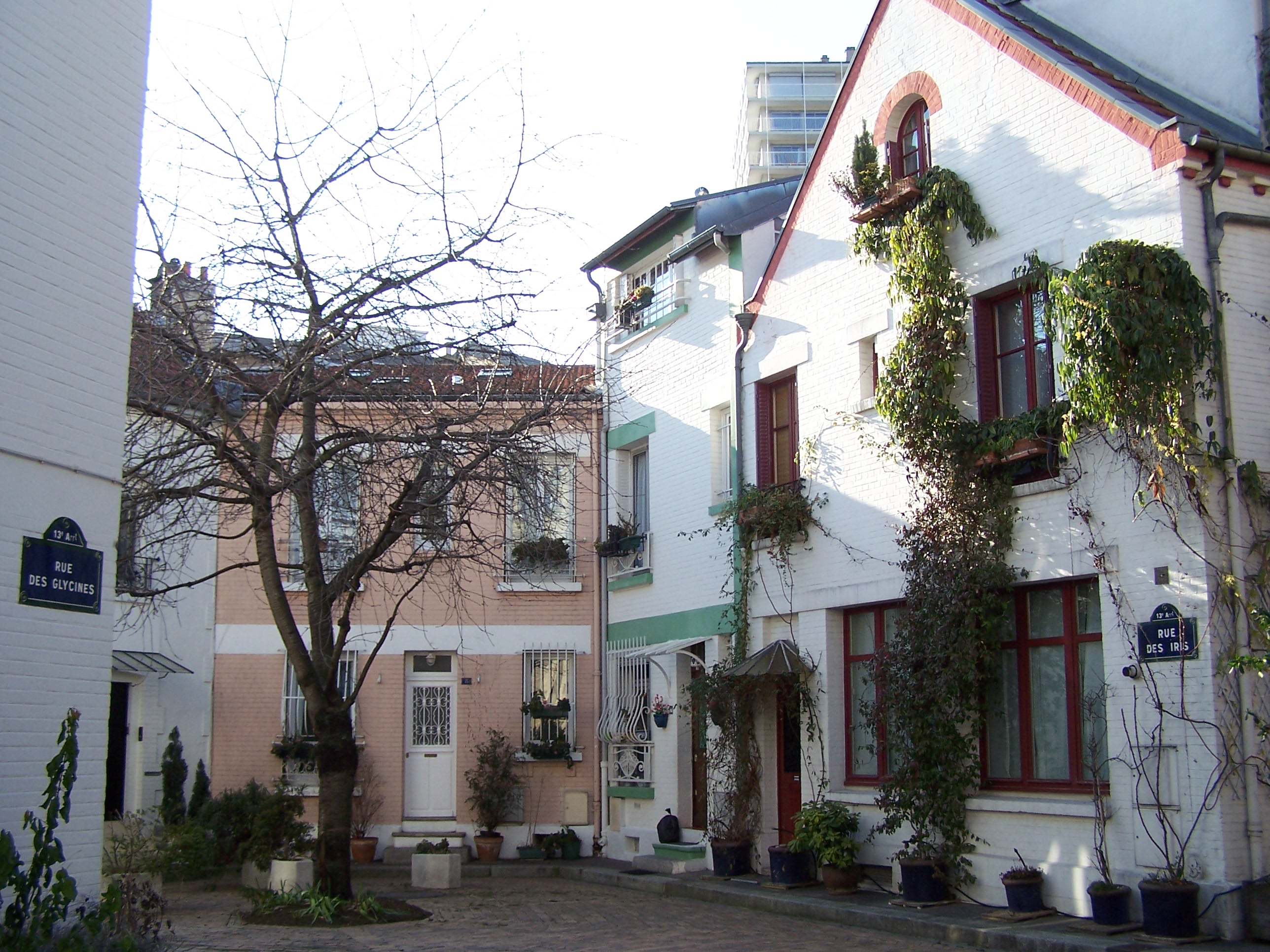
Cité florale (シテ・フローラル)
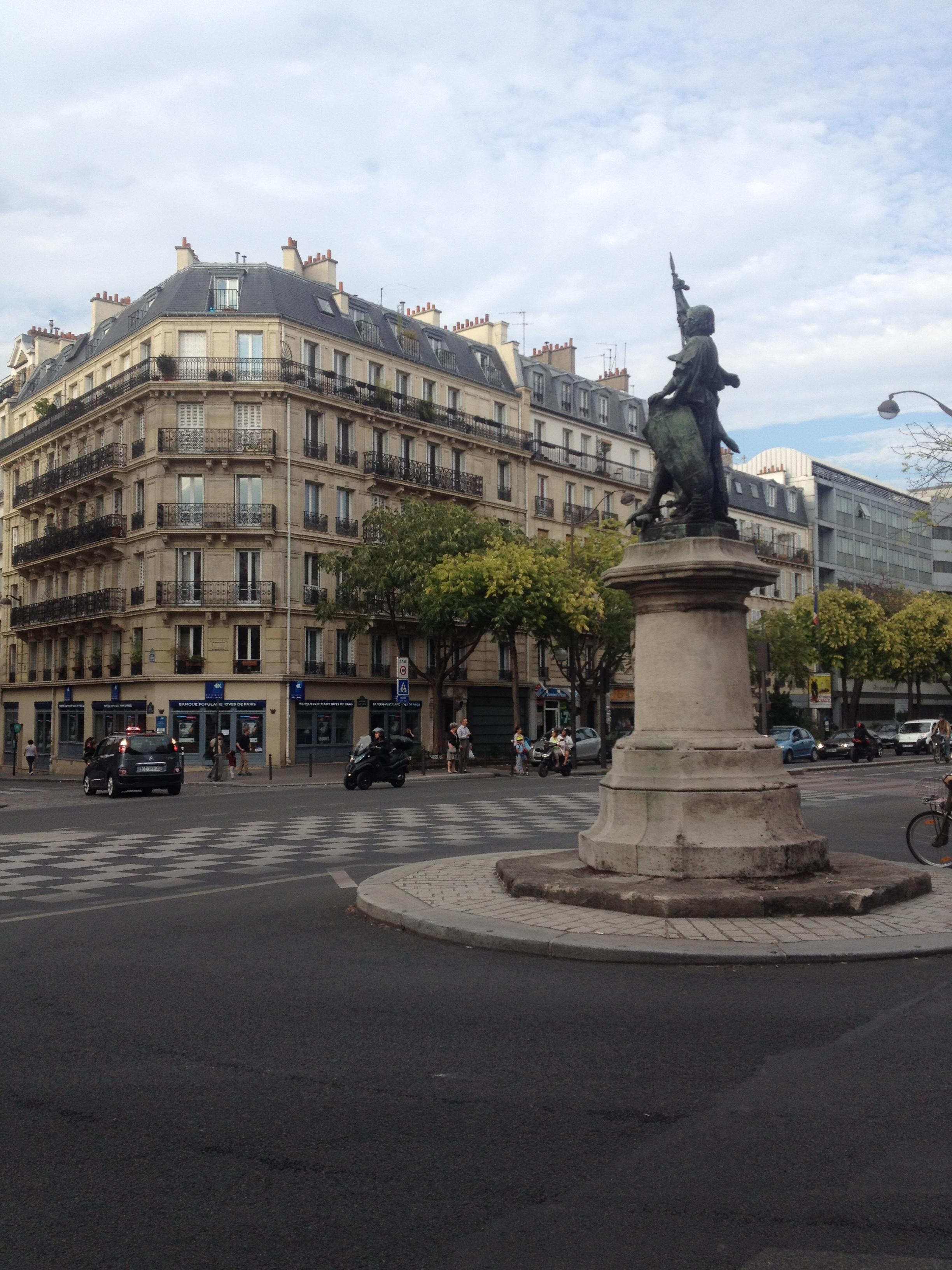
ジャンヌ・ダルク像, サン＝マルセル大通り

### 道路
- アミラル＝ムーシェ通り（Rue de l'Amiral-Mouchez）
- アラゴ大通り（Boulevard Arago）
  - 5区との区境ゴブラン大通りとの交差点からサン＝マルセル大通りから続き区内を東西に走る。そのまま西側に進むと14区内中心部ダンフェール＝ロシュロー広場 (カタコンブ・ド・パリ) に至る。同通り65番地界隈に、ポール・ゴーギャン、アメデオ・モディリアーニらのアトリエがあったシテ・フルーリ (Cité fleurie) がある。
- イヴリー大通り（Avenue d'Ivry）
- イタリア大通り（イタリー大通り, Avenue d'Italie）
  - フォンテーヌブロー方面へのパリの南の玄関口、13区内中心にあるイタリー広場(イタリア広場)から南側へ、中華街の"ショワジーのトライアングル"とビュット＝オ＝カイユ地区との間を伸びる通り。
- オーギュスト＝ブランキ大通り（Boulevard Auguste-Blanqui）
  - 14区内の中心ダンフェール＝ロシュロー広場界隈から伸びるサン＝ジャック大通りと接続し、13区内の中心イタリー広場とを東西に繋ぐ通り。ル・モンド本社屋が通り沿いにある。また、普仏戦争中の1870年9月30日、プロイセン軍によるパリ包囲戦のさなか、郵便気球が"イタリー大通り"[9]から打ち上げられたが、パリ西部近郊ヴィル＝ダヴレーの前線でプロイセン軍に撃墜された[10]（ナダール#普仏戦争と気球部隊も参照）。名称はルイ・オーギュスト・ブランキから。
- オピタル大通り（Boulevard de l'Hôpital）
  - セーヌ河岸5区・13区境界上ヴァルユベール広場からイタリー広場へ左斜め下に向かう通り。東西に走るヴァンサン＝オリオール大通りとに挟まれたサルペトリエール病院の広大な敷地が通り南側沿いを占めている。同広場界隈オステルリッツ駅前からオステルリッツ橋ないしシャルル・ド・ゴール橋でセーヌ川を越えると12区ディドロ大通りからリヨン駅前に出る。
- グラシエール通り（Rue de la Glacière）
  - 14区寄り13区西部を南北に伸びる通り。
- ケ・ディヴリー通り（Quai d'Ivry）
- ケ・ドステルリッツ通り（Quai d'Austerlitz）
- ケ・ド・ラ・ガール通り（Quai de la Gare）
- ケ・パナール・エ・ルヴァソール通り（Quai Panhard-et-Levassor）
- ケ・フランソワ＝モーリアック通り（Quai François-Mauriac）
- ケレルマン大通り（Boulevard Kellermann）
- ゴブラン大通り（Avenue des Gobelins）
  - イタリー広場から北側5区へ南北に伸びる通り。5区内で二手の道に分かれ、右に接続するモンジュ通りに進むとスタバ、横道を少し入った所にミルフィーユで知られるパティスリーカール・マルレッティがあり、途中アレーヌ・ド・リュテスが見えて、さらに進むとセーヌ川左岸を東西に走るサン＝ジェルマン大通りまで繋がる。イタリー広場から南側へは、イタリア大通りが続く。
- サンク＝ディアモン通り（Rue des Cinq-Diamants）
  - ビュット＝オ＝カイユ (ウズラの丘) の中心を走るこの通り界隈は、4区パリ市庁舎やサン＝マルタン通り界隈、19区・20区のベルヴィルやメニルモンタン界隈等と共に、『さくらんぼの実る頃 (Le Temps des cerises) 』が唄われた1871年パリ・コミューンの最期の激戦ないし大虐殺の舞台となった地。同通り46番地にはパリ・コミューン友の会協会がある。また近年、落書きアーティストのミス・ティック (Miss.Tic) による"黒髪女性のストリートアートないし落書き"が知られている。
- サン＝マルセル大通り（Boulevard Saint-Marcel）
  - 5区・13区との境界線上を走る通り。セーヌ川河岸のヴァルユベール広場界隈オステルリッツ駅前から5区境界線上を、南西左斜め下に向けイタリー広場まで走る上記オピタル大通り途中を起点にする。同起点から5区境界線上を引き継ぎ、西側に向かいゴブラン大通り交差点までを繋ぐ通り。5区から13区中心部イタリー広場方向へ南北に走るゴブラン大通りとの交差点で、ポール＝ロワイヤル大通りとアラゴ大通りの二手に分岐する。同交差点からポール＝ロワイヤル大通りに区境境界線が続き、アラゴ大通りから先は、14区内ダンフェール＝ロシュロー広場 (カタコンブ・ド・パリ) に至る。
- ジャンヌ＝ダルク通り（Rue Jeanne-d'Arc）
  - 上記サン＝マルセルからオピタル、ヴァンサン＝オリオール大通り等と交差しノートルダム＝ド＝ラ＝ガール教会のあるジャンヌ＝ダルク広場へ向かう通り。
- シュヴァルレ通り（Rue du Chevaleret）
- ショワジー大通り（Avenue de Choisy）
  - 中華街は「ショワジーのトライアングル "Le Triangle de Choisy"」(Avenue de Choisy, Avenue d'Ivry, そしてペリフェリック近くのBoulevard Massénaの3つの通りの間) と呼称される地区にある。
- トルビアック通り（Rue de Tolbiac）
  - 上述、通り南方の一部に面して"ショワジーのトライアングル"がある。そこでは、1981年, 82年以降、インドシナ難民のうち中国 (華僑) 系を中心としたベトナム人ら旧仏印出身者が多く居住し店を構える。13区内中央を東西に走る通り。"区中心部"イタリー広場から南側に走るイタリア大通りと"区中央部"トルビアック駅交差点で交差する。同交差点から西側に進むと、14区内を東西に走るアレジア通り等に繋がる。反対に同交差点から東側に進むと、ヌーヴ＝トルビアック通りと名を変えセーヌ川をトルビアック橋で跨ぐと12区に入る。ベルシー公園、さらにフェリックス＝エブエ広場(旧ドメニル広場)へ至る。
- ナシオナル通り（Rue Nationale）
- ヴァンサン＝オリオール大通り（Boulevard Vincent-Auriol）
  - 区内中心部イタリー広場を経由して西側を走る上記オーギュスト＝ブランキ大通りとは反対に、同広場経由して東側をセーヌ川方面へ東西に走る。ベルシー橋でセーヌ川を跨ぐと12区に入りベルシー駅前に出る。
- ピエール＝ド＝クーベルタン大通り（Avenue Pierre-de-Coubertin）
- ビュット＝オ＝カイユ通り（Rue de la Butte-aux-Cailles）
- フランス大通り（Avenue de France）
- ボビヨ通り（Rue Bobillot）
  - イタリー広場と、その南西メゾン＝ブランシュ地区のランジス広場とを結ぶ通り。
- ポール＝ロワイヤル大通り（Boulevard de Port-Royal）
  - 6区と14区との境界線上を東西に走るモンパルナス大通りに引き続いて、5区と13区との境界線上を東西に走る通り。
- ポルト＝ディヴリー大通り（Avenue de la Porte-d'Ivry）
- ポルト＝ディタリー大通り（Avenue de la Porte-d'Italie）
- ポルト＝ド＝ショワジー大通り（Avenue de la Porte-de-Choisy）
- マッセナ大通り（Boulevard Masséna）
  - ケレルマン等と共に"ブールヴァール・デ・マレショー"を構成する。
- ラ・サンテ通り（Rue de la Santé）
  - サンテ刑務所（14区）に面した南北に伸びる通り。
- ルネ・ゴシニ通り（Rue René-Goscinny）
  - ルネ・ゴシニ（作家、『アステリックス』原作者）に因み名付けられた通り。

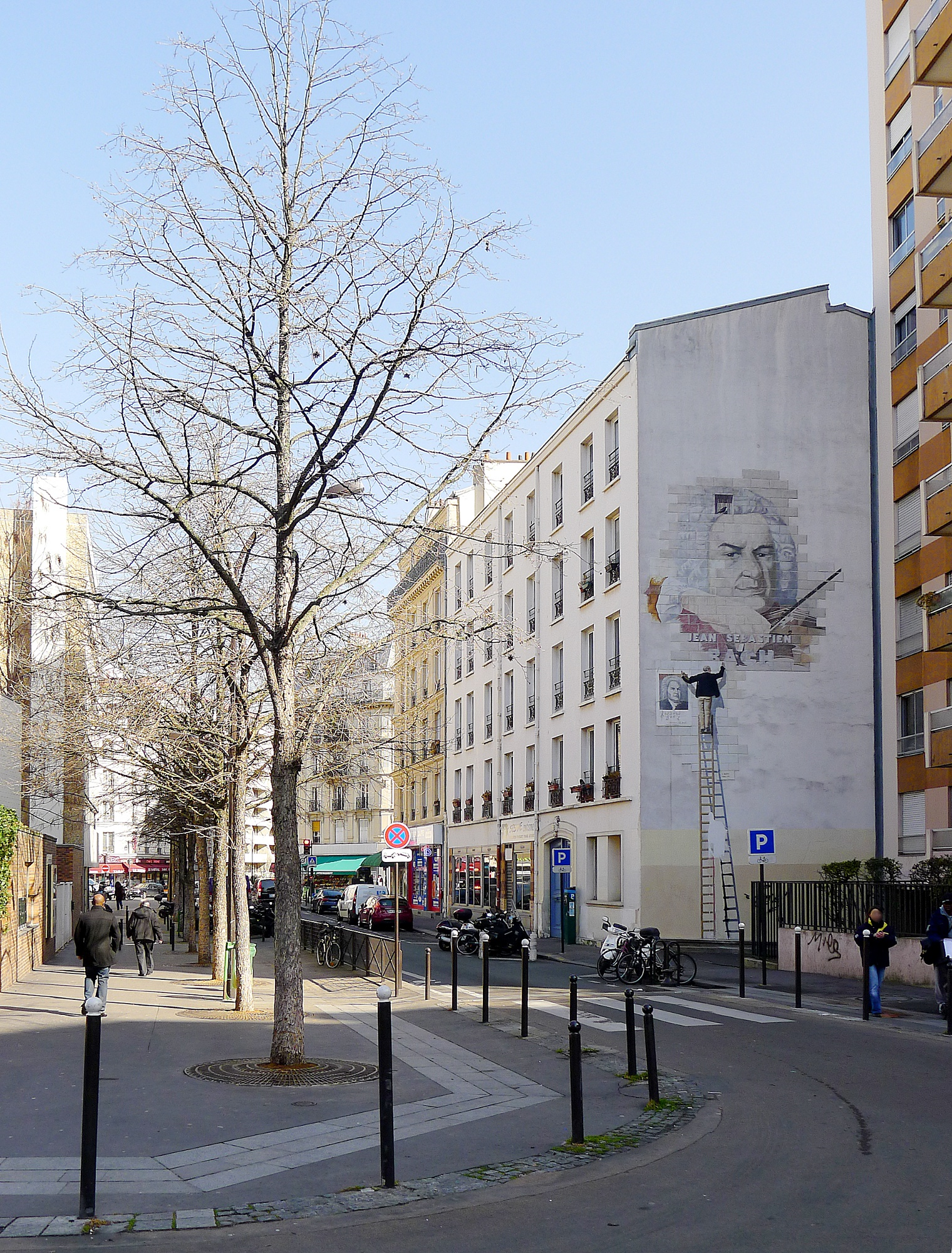
クリッソン通り (Rue Clisson)
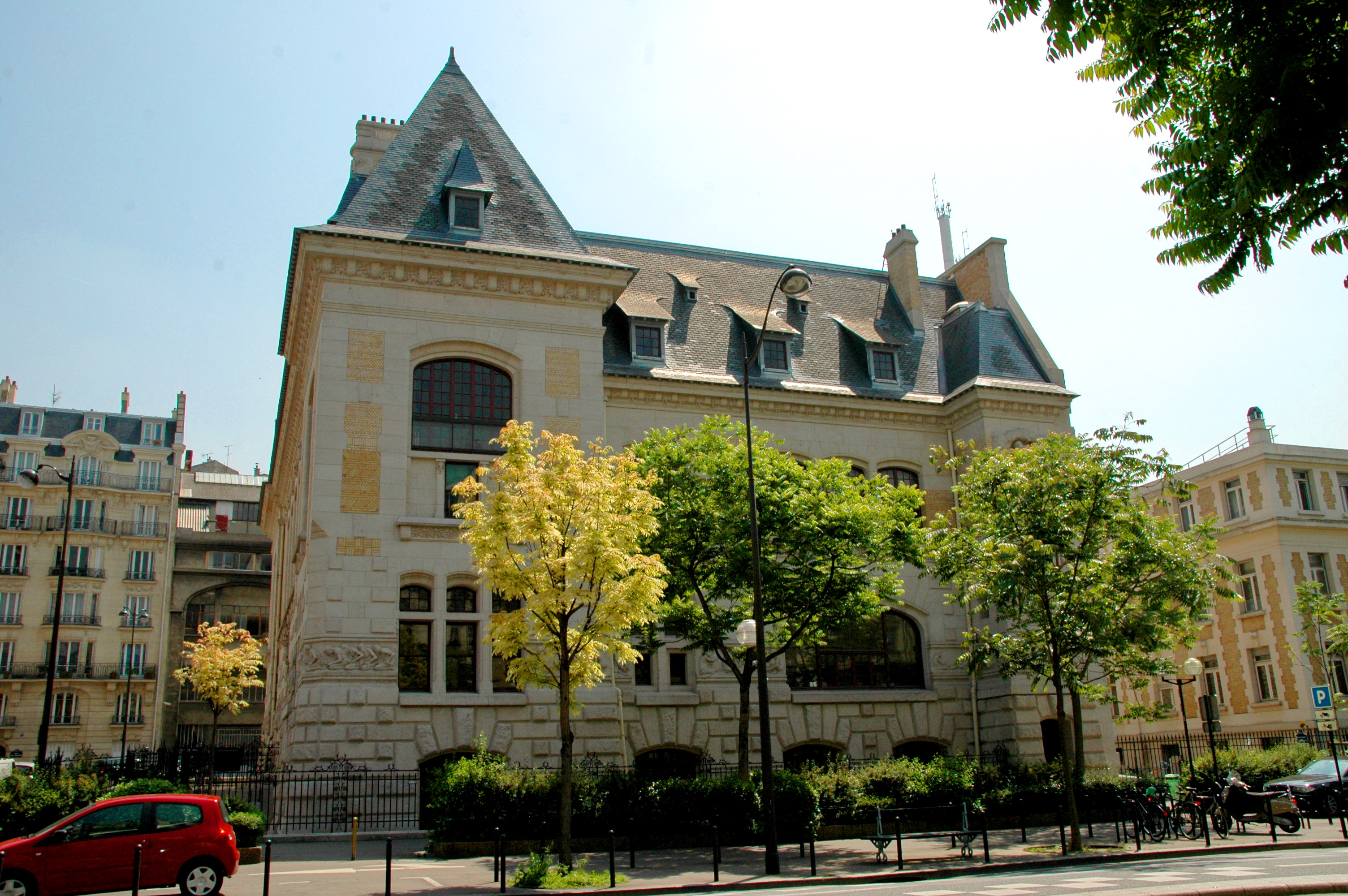
アルベール1世財団 人類古生物学研究所 (Façade de l'IPH vue du boulevard Saint-Marcel.)
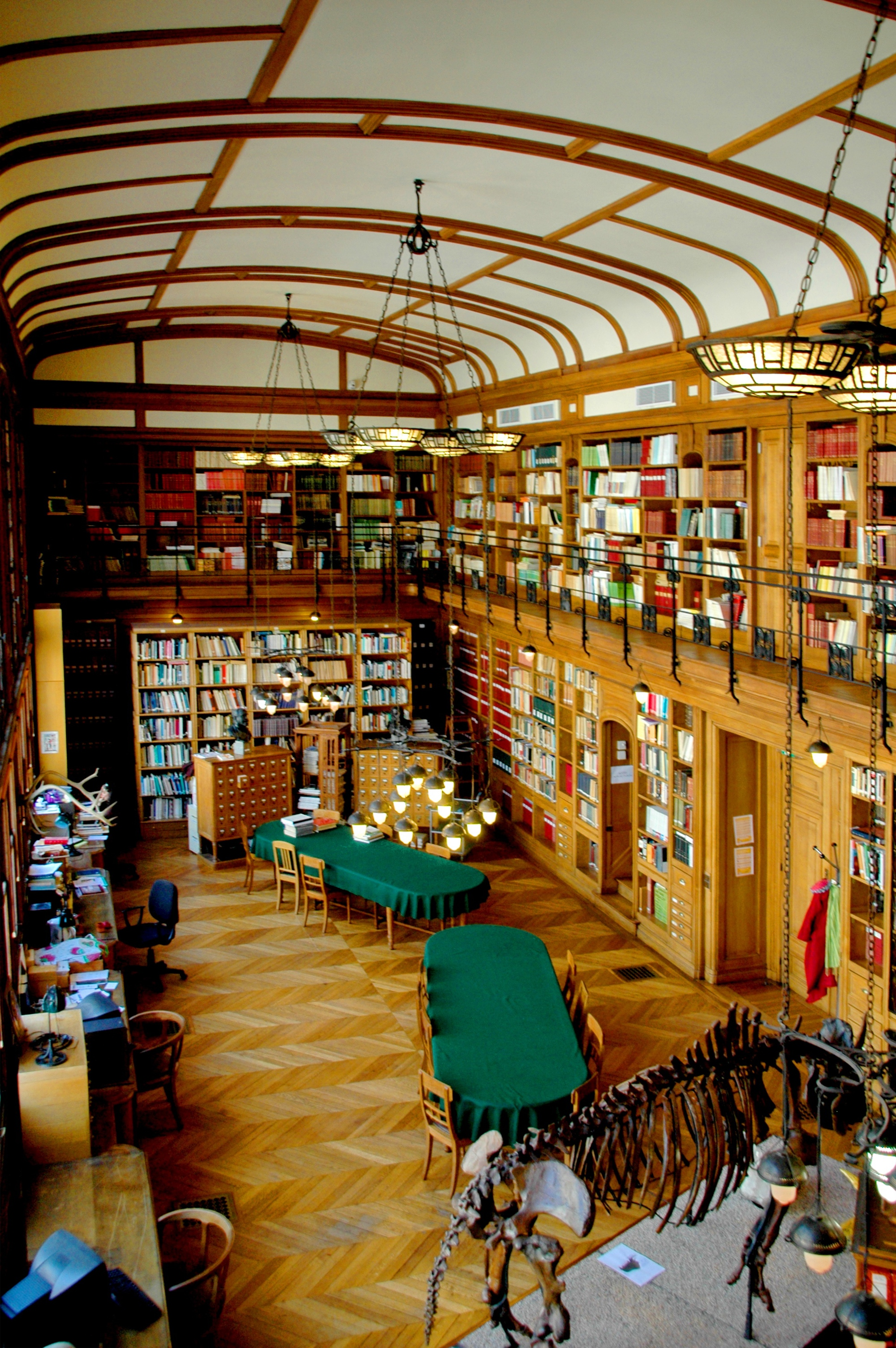
Vue de la bibliothèque de l'IPH, 1 Rue René-Panhard.
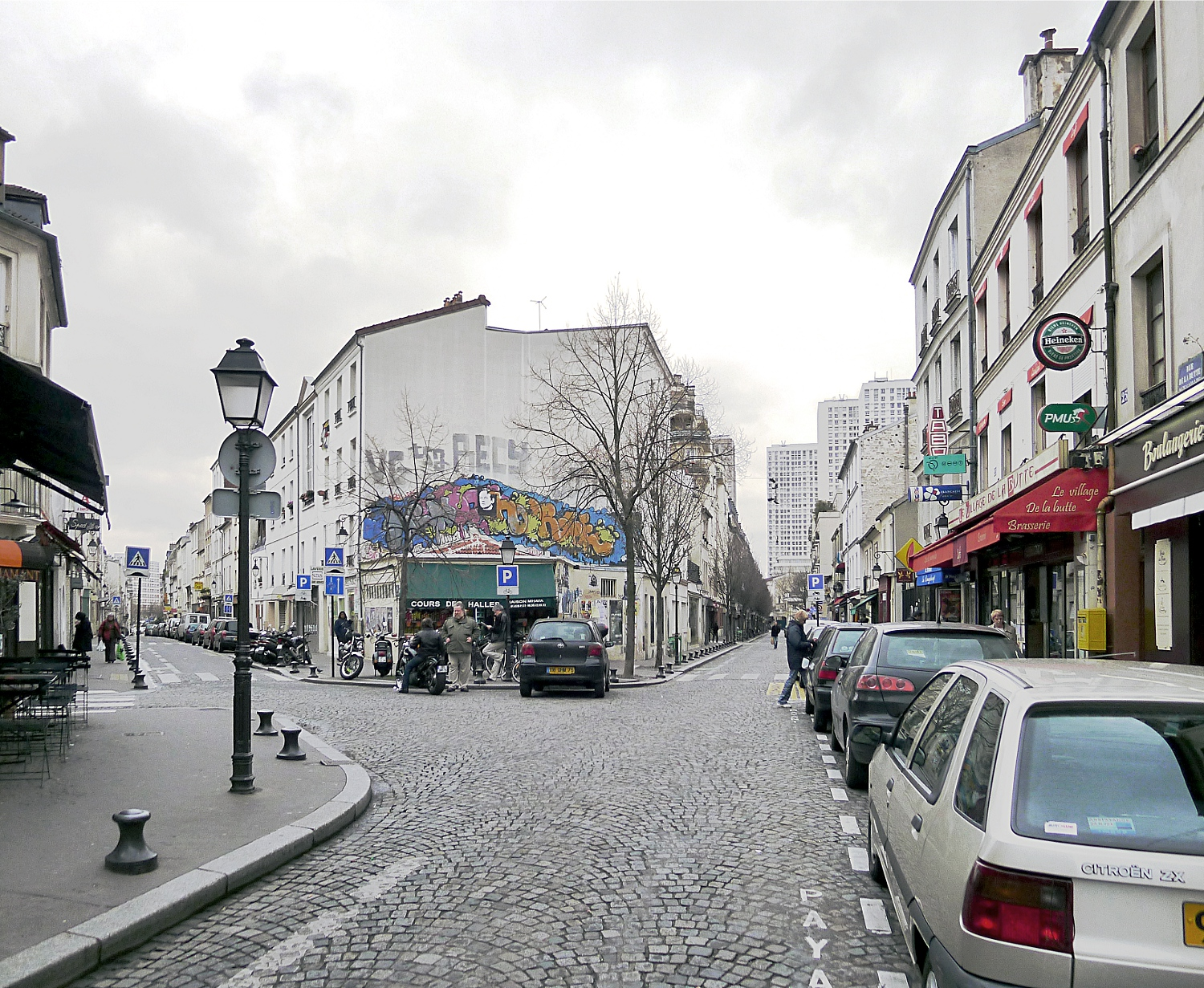
<右>ビュット＝オ＝カイユ通り (Rue de la Butte-aux-Cailles)と<左>サンク＝ディアモン通り (Rue des Cinq-Diamants)との交差地点
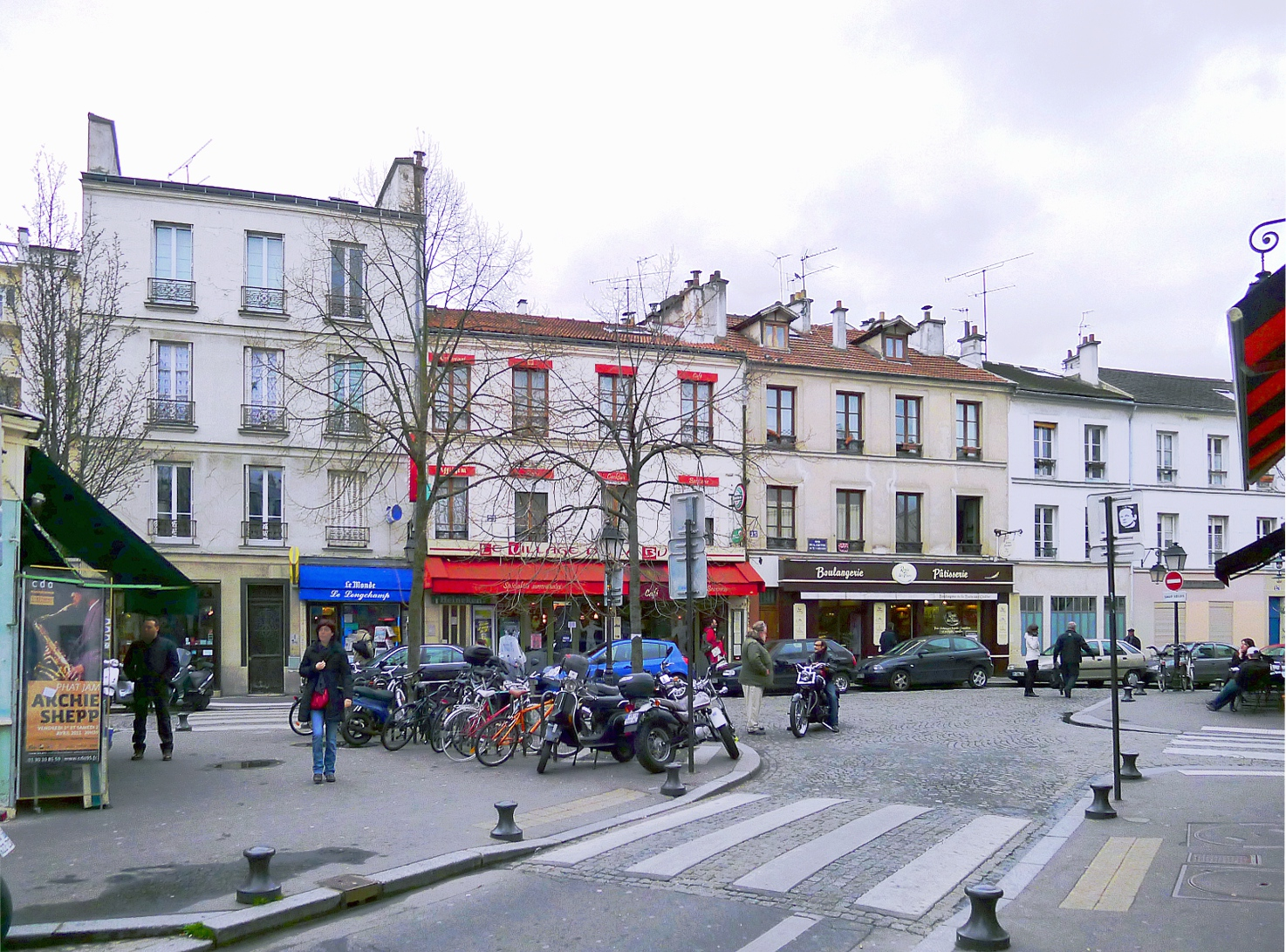
ビュット＝オ＝カイユ(カイユの丘)の頂部地点, サンク＝ディアモン通りからビュット＝オ＝カイユ通りとの交差地点を見る (Le sommet de la Butte-aux-Cailles au carrefour des rues des Cinq-Diamants et de la Butte-aux-Cailles.)
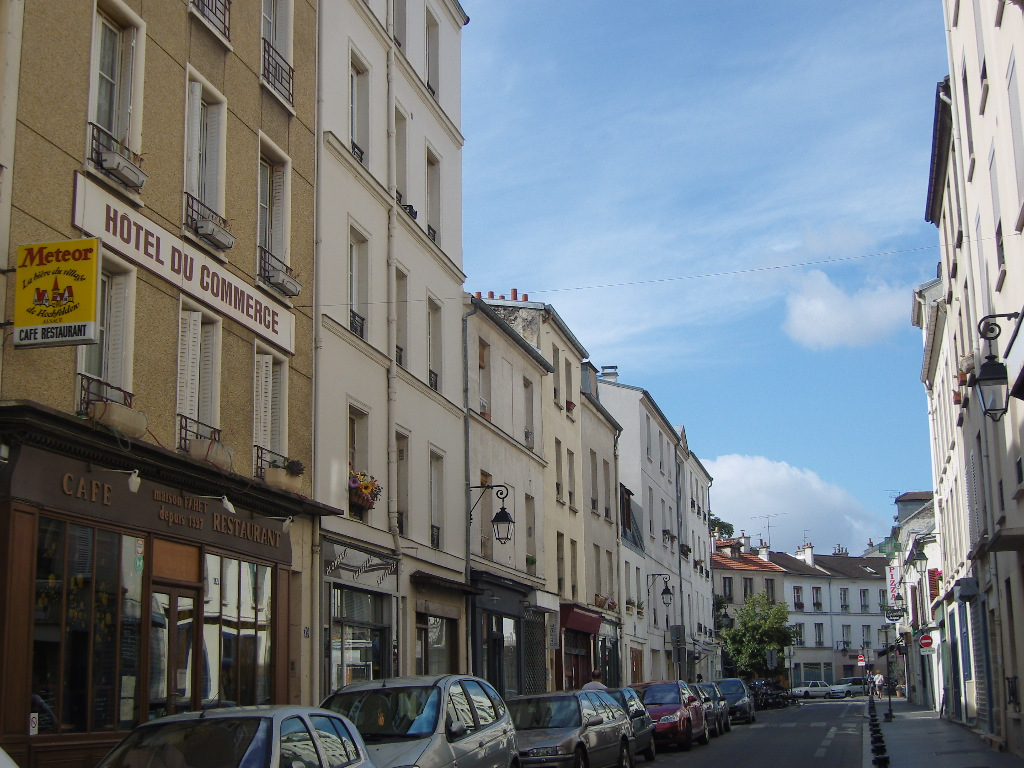
同様にサンク＝ディアモン通りの頂部方向, ビュット＝オ＝カイユを見る (Vue du haut de la rue Cinq-Diamants.)
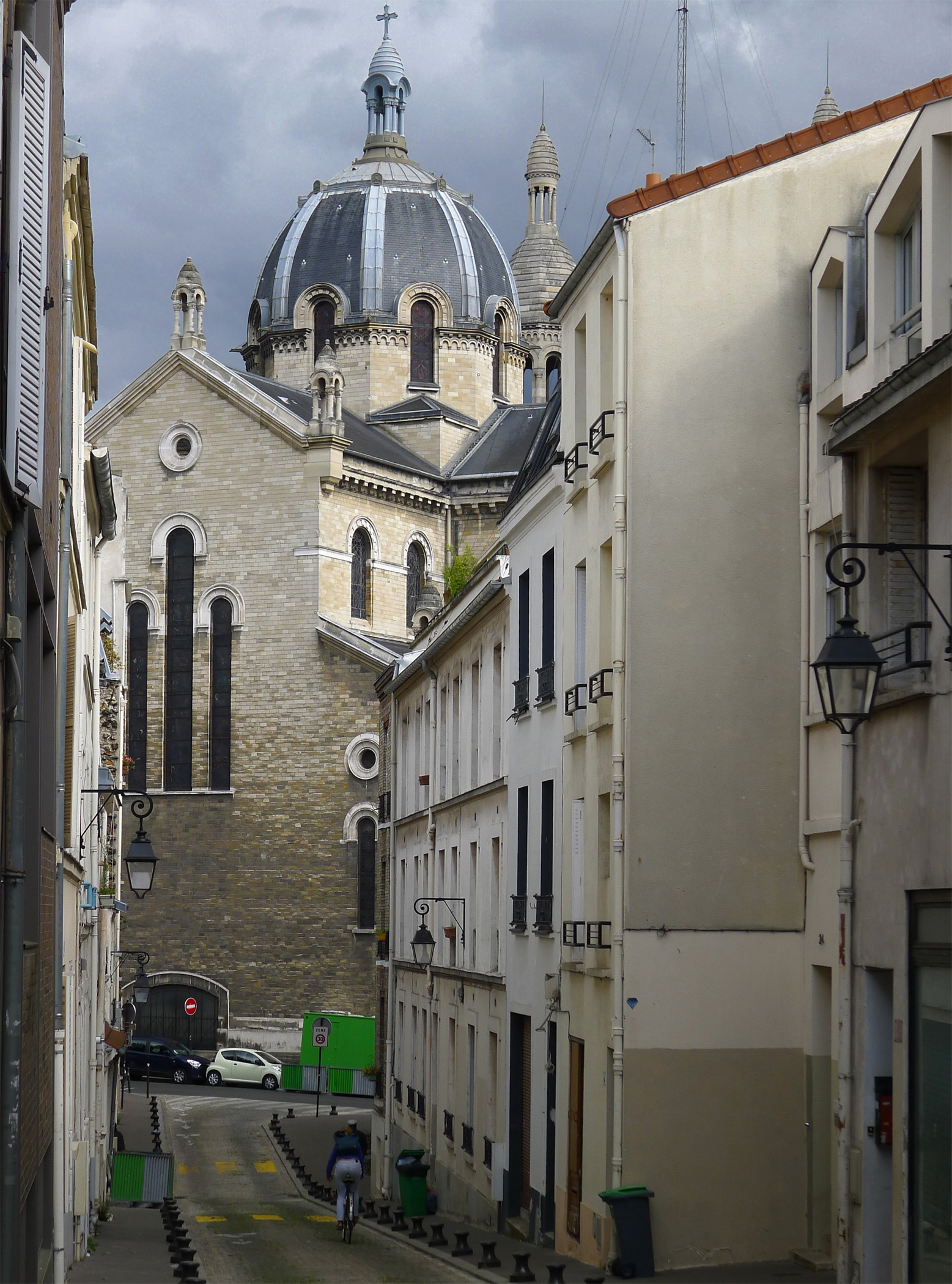
ミシャル通り (Rue Michal) から見るサンタンヌ・ド・ラ・ビュット＝オ＝カイユ教会
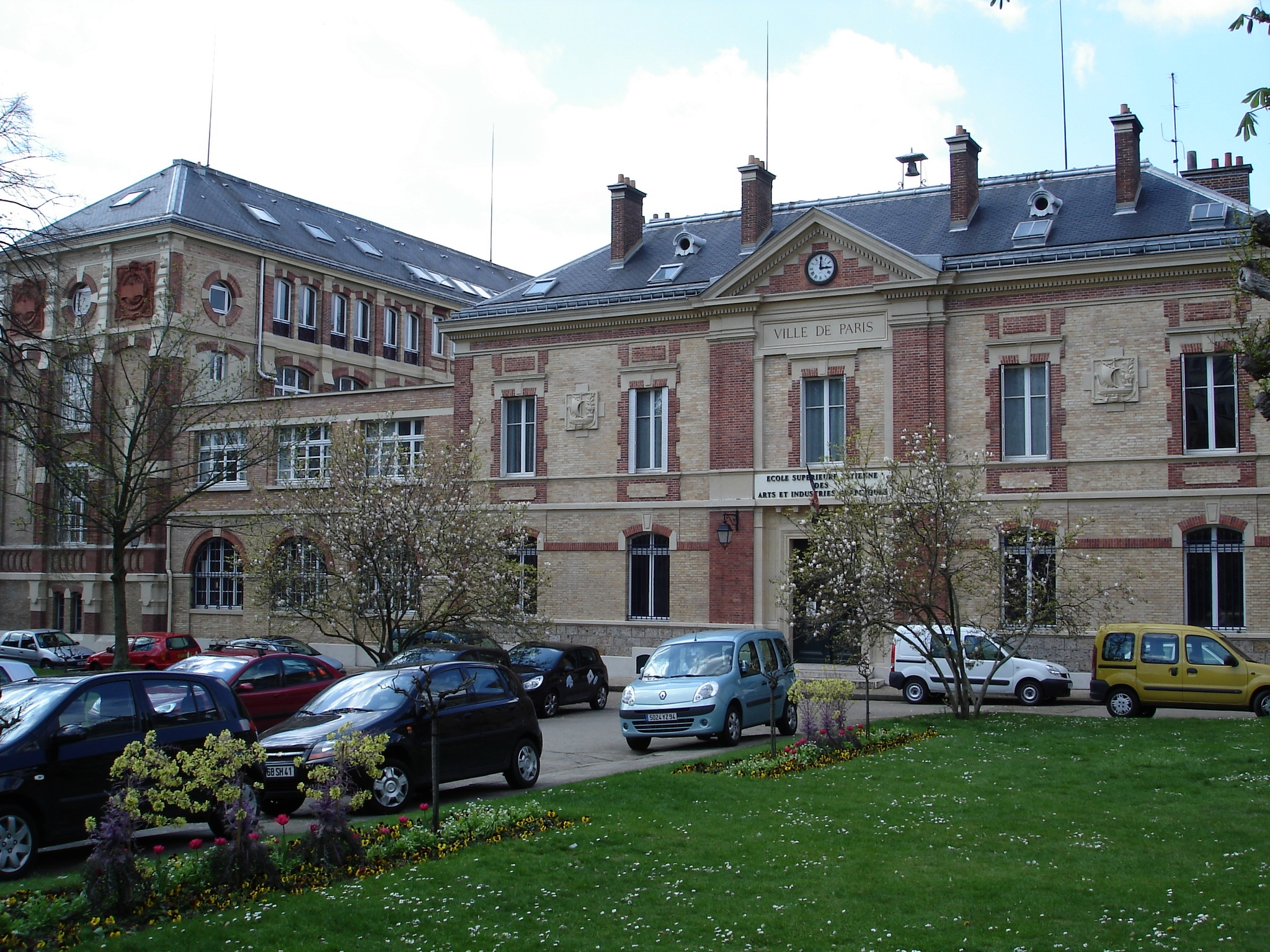
École Estienne des Arts et des Industries Graphiques. 8 Boulevard Auguste-Blanqui - Paris 13e
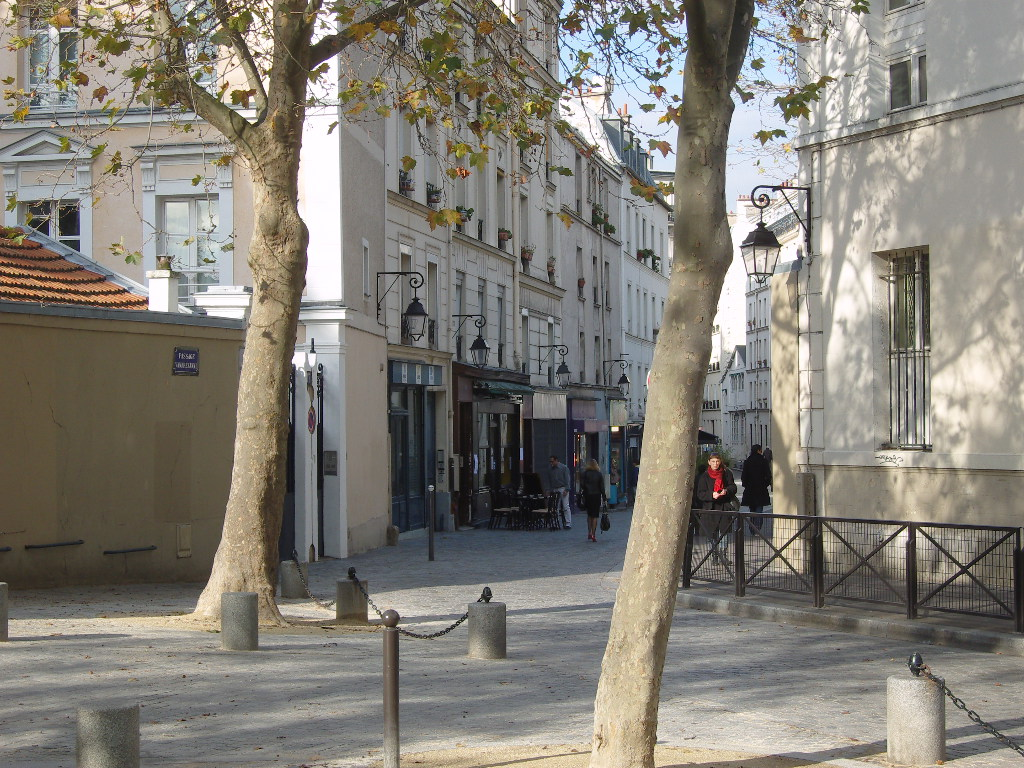
ヴァンドルザンヌ通りの北側からの風景 (Vue de la rue Vandrezanne dans sa partie nord.)
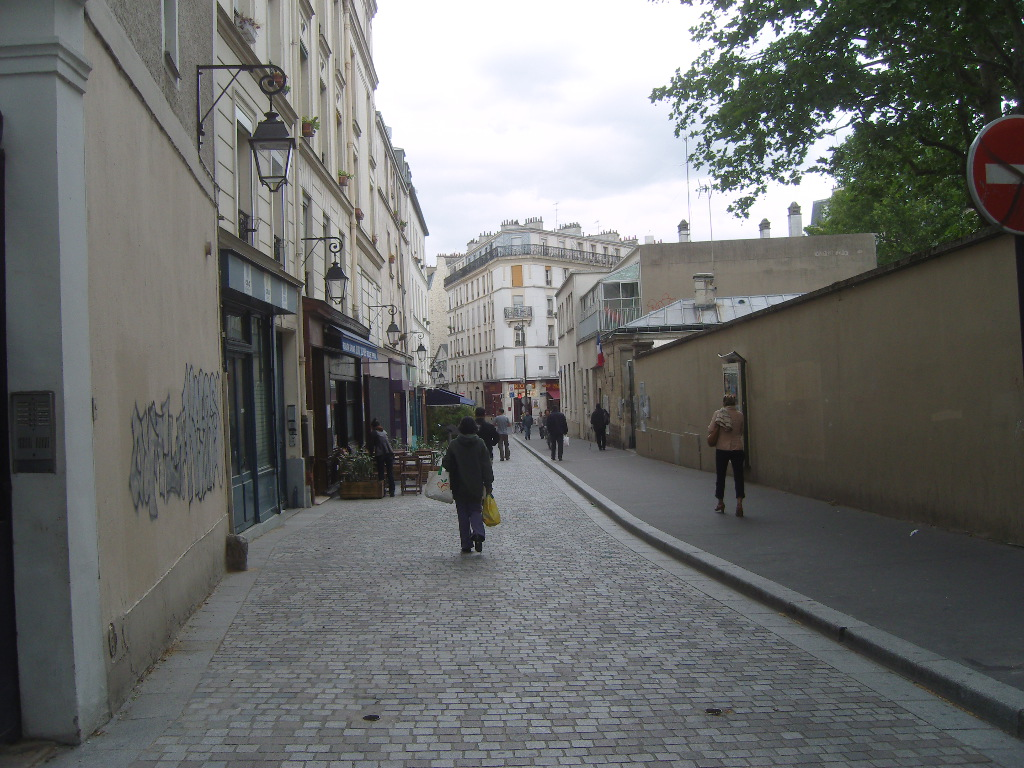
rue Vandrezanne - vue nord
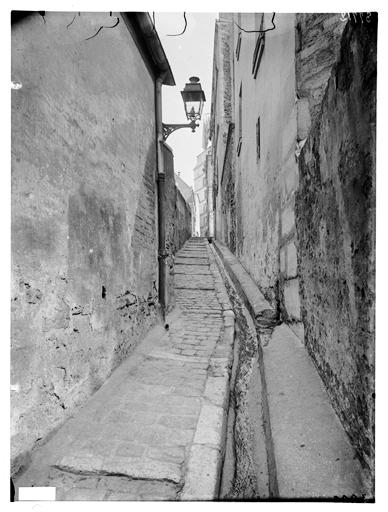
1900年のパサージュ・ヴァンドルザンヌ (passage Vandrezanne, 1900)
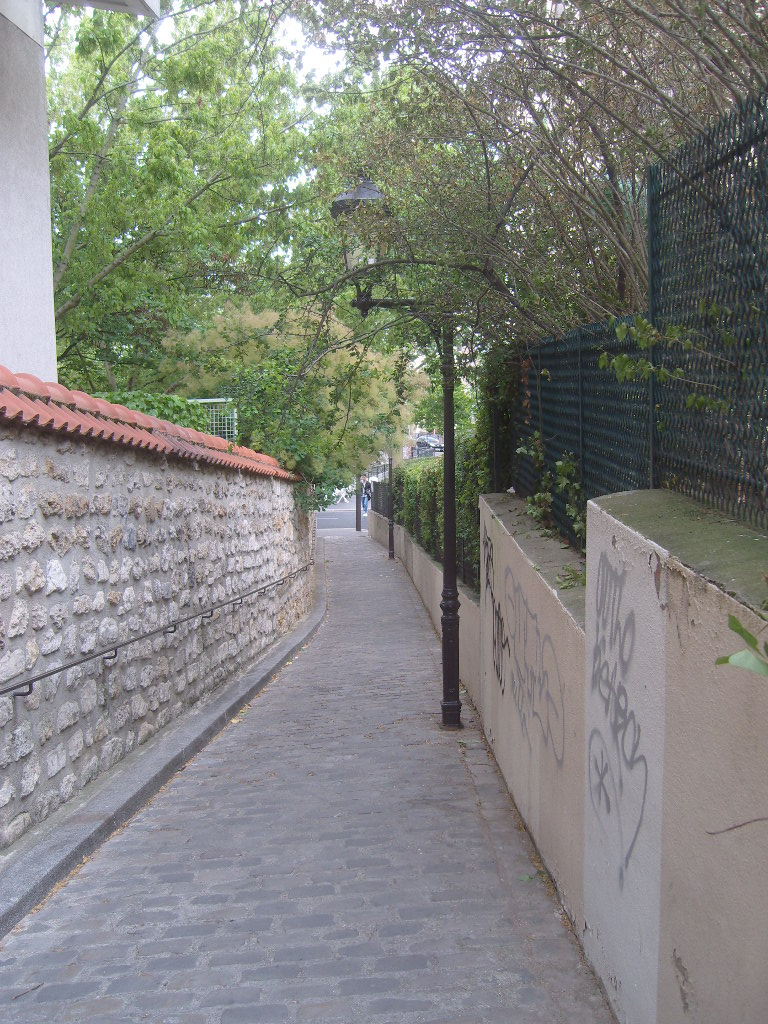
passage Vandrezanne - vue vers le sud depuis la rue Vandrezannre

### 橋梁
セーヌ川に架かる区内の橋は、次のとおりである（上流から順に列挙）。
- アモン橋（Pont Amont）
  - ペリフェリックの橋。セーヌ川に架かるパリ市内の橋では最も上流に位置する。
- ナシオナル橋（Pont National）
- トルビアック橋（Pont de Tolbiac）
- シモーヌ・ド・ボーヴォワール橋（Passerelle Simone-de-Beauvoir）
  - セーヌ川右岸(北岸)のベルシー公園と同左岸(南岸)の国立図書館新館 （フランソワ・ミッテラン館）付近とを結ぶ歩道橋。
- ベルシー橋（Pont de Bercy）
  - メトロ6号線の鉄道橋を兼ねている。『パリの空の下』の歌詞に登場する有名な橋。
- シャルル・ド・ゴール橋（Pont Charles-de-Gaulle）
- オステルリッツ高架橋（Viaduc d'Austerlitz）
  - メトロ5号線の鉄道橋。
- オステルリッツ橋（Pont d'Austerlitz）

### 広場・交差点

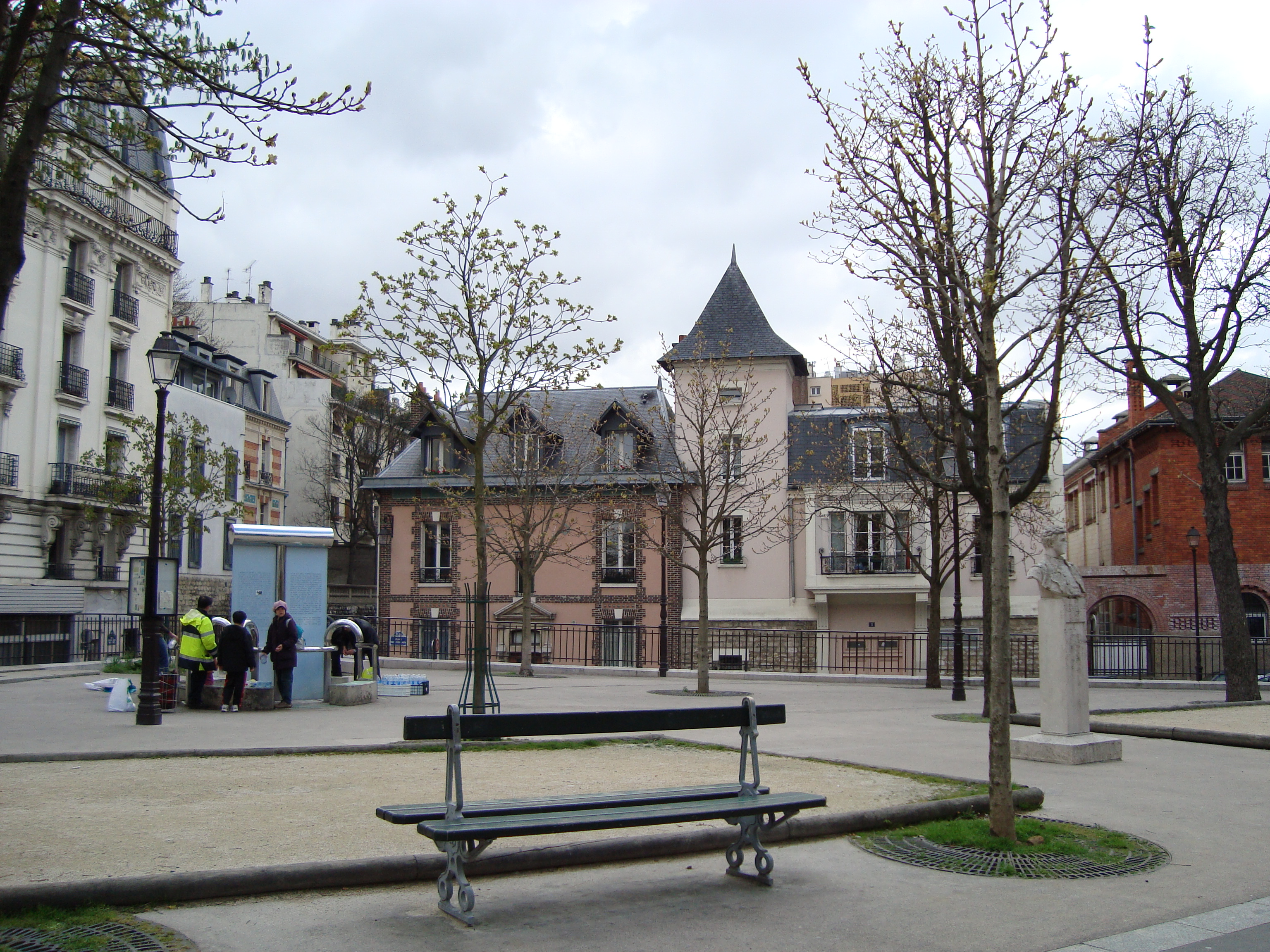
ポール＝ヴェルレーヌ広場, 掘り井戸がある。(La place Paul-Verlaine et le puits artésien), 2009年3月
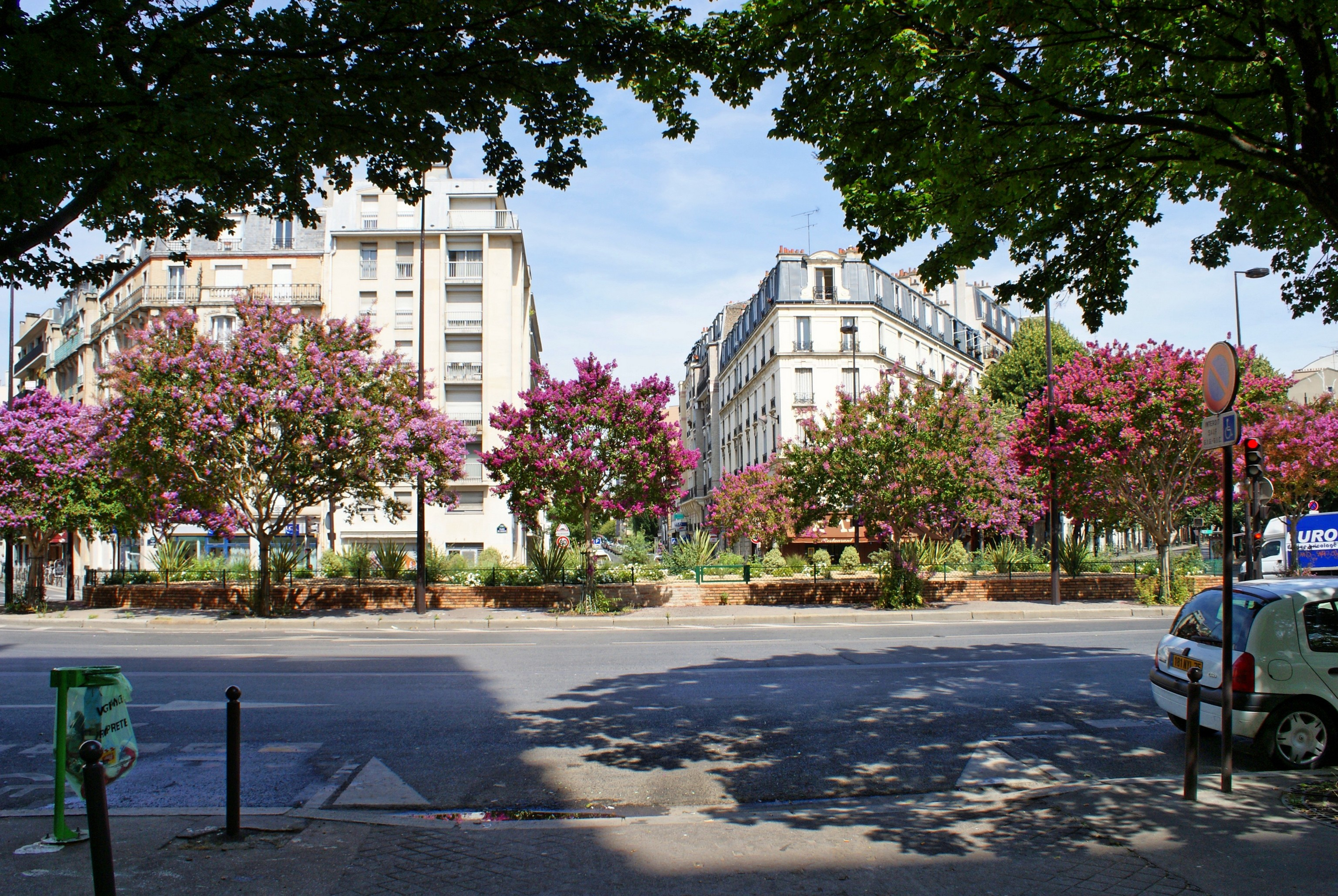
ランジス広場, メゾン＝ブランシュ地区
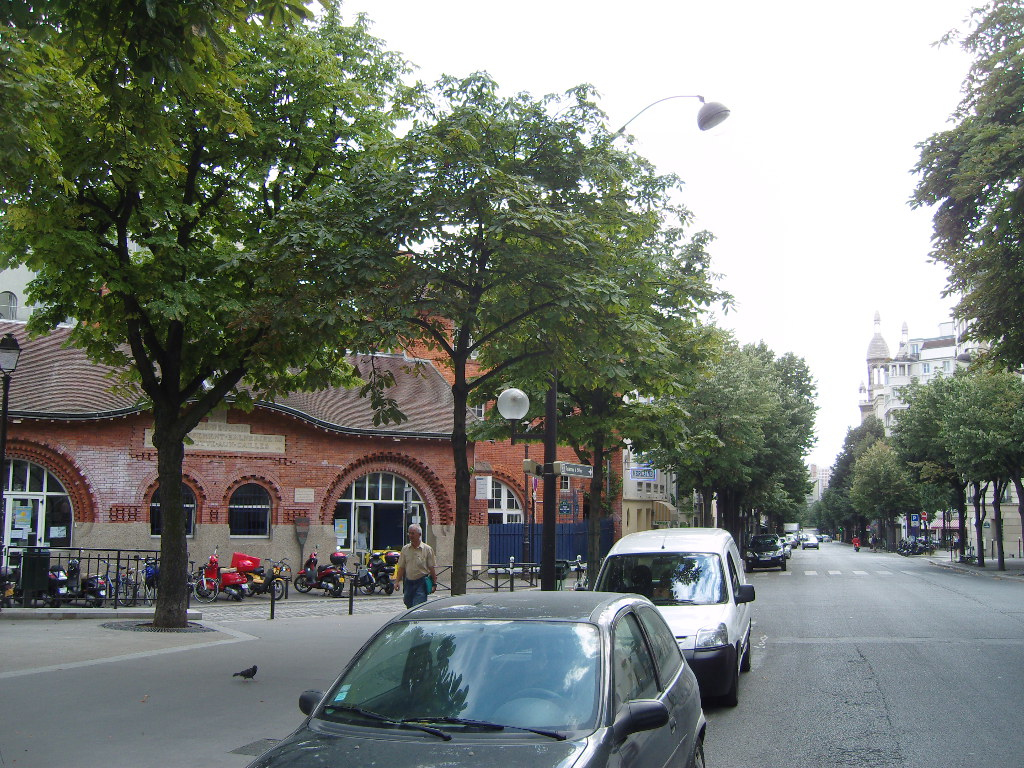
イタリア広場南西、ボビヨ通りからメゾン＝ブランシュ地区方面を見る。左はビュット＝オ＝カイユ・プール、奥に見えるのはサンタンヌ・ドゥ・ラ・ビュット＝オ＝カイユ教会 (La rue Bobillot, à gauche la piscine de la Butte-aux-Cailles, et au fond l'église Sainte-Anne de la Butte-aux-Cailles.)
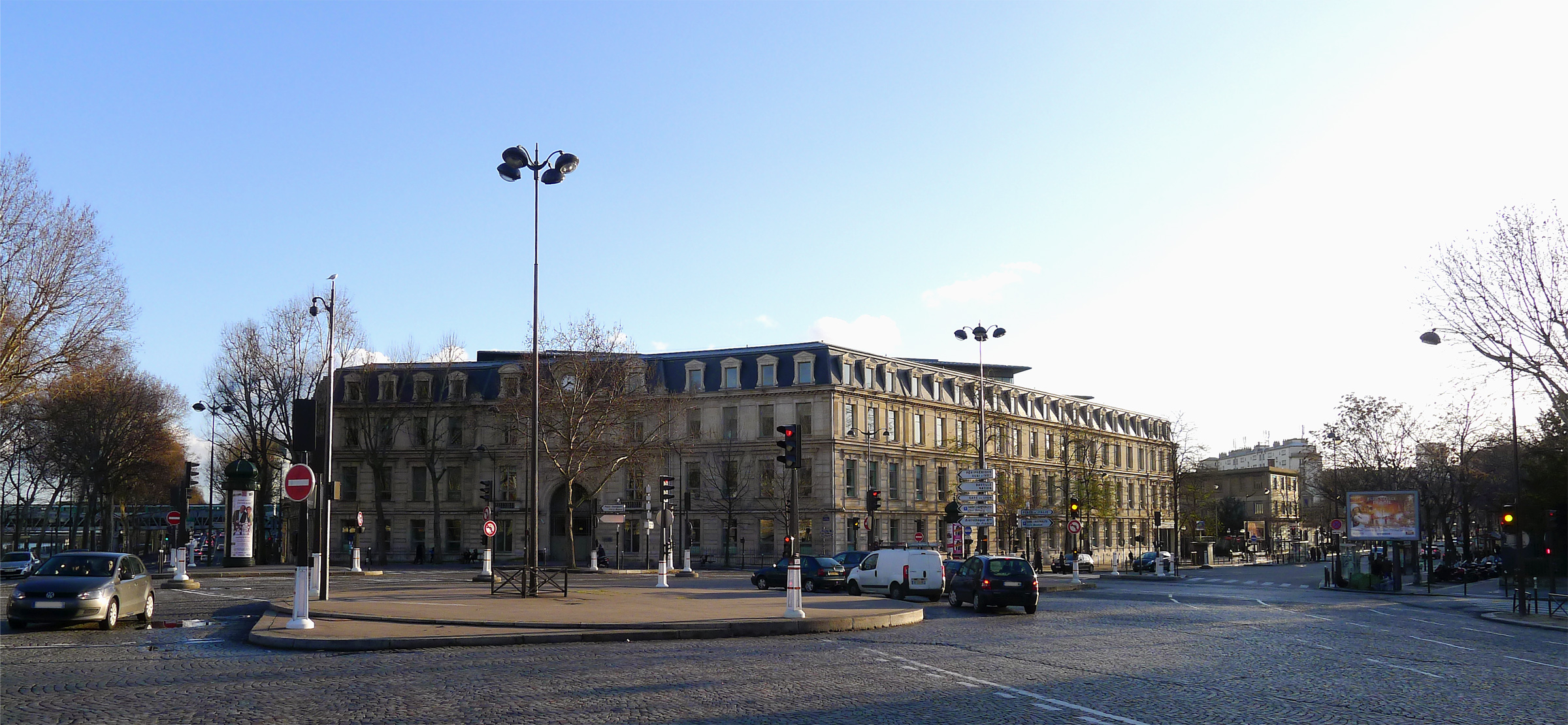
セーヌ川河岸, 5区・13区境界線上にあるヴァルユベール広場 (La Place Valhubert)
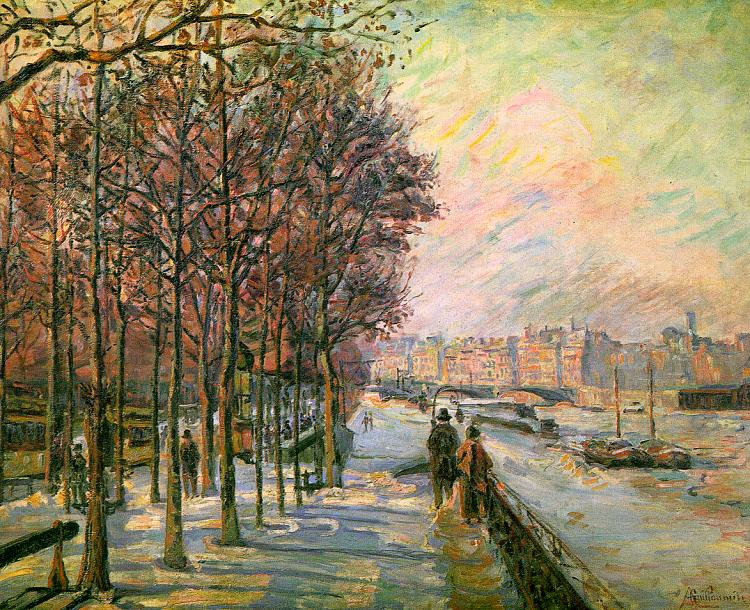
ヴァルユベール広場, セーヌ川河岸。アルマン・ギヨマン作, 1875年
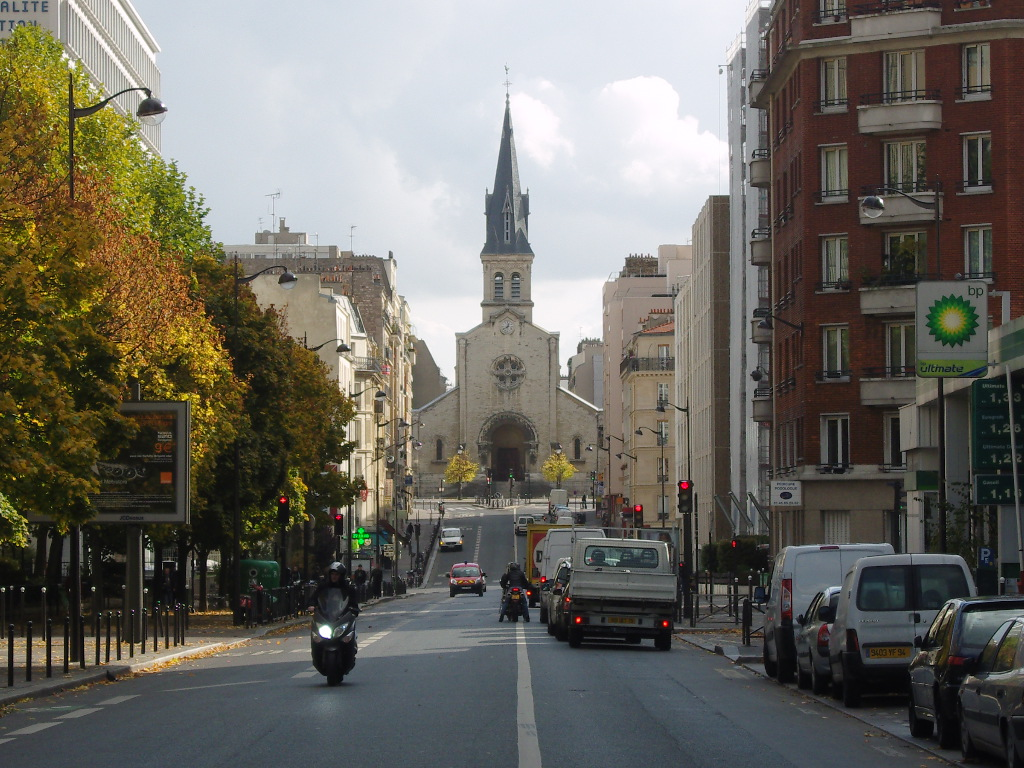
ジャンヌ・ダルク広場にあるノートル＝ダム＝ド＝ラ＝ガール教会。ヴァンサン＝オリオール大通りからジャンヌ・ダルク通りを見る (La rue Jeanne-d'Arc vue du boulevard Vincent-Auriol)
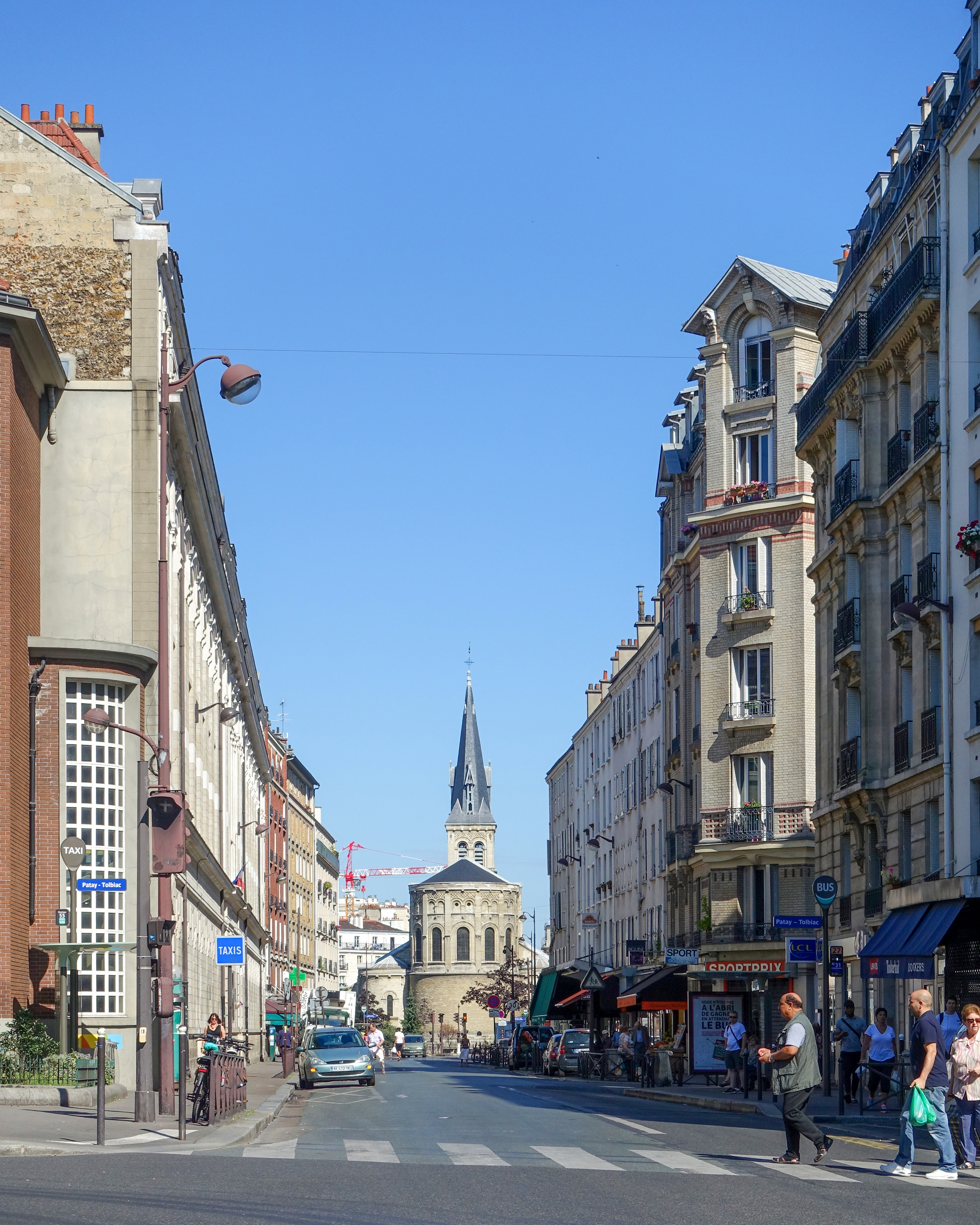
ノートルダム＝ド＝ラ＝ガール教会背部, パテ通り (Rue de Patay) から見る
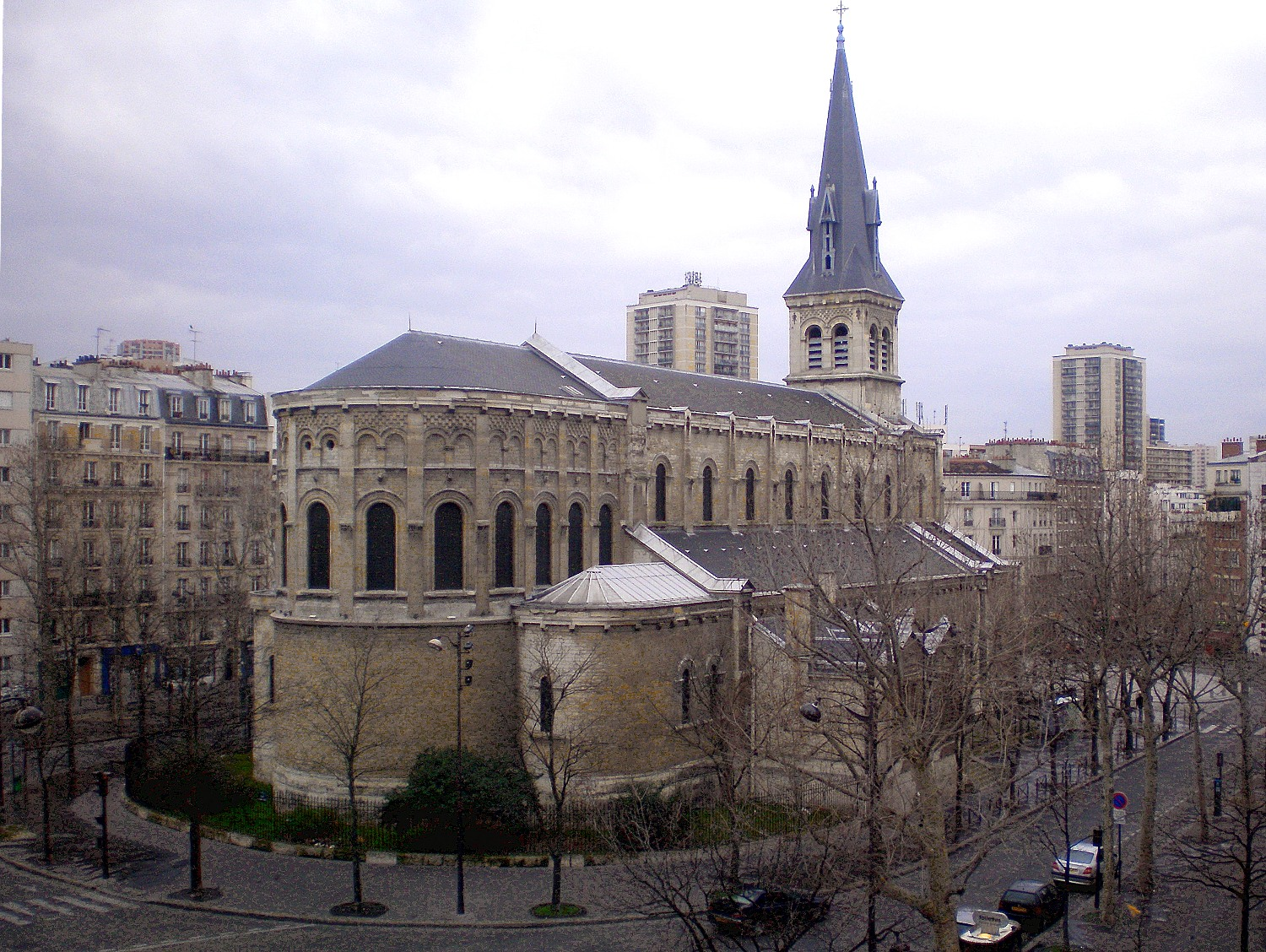
同教会背部 (Place Jeanne d'Arc et Notre-Dame-de-la-Gare)

パリの「広場 （プラス、Place）」は、しばしば2以上の道路が交差する場所に位置し、中心の「島」を道路が周回するロータリー状の交差点となっている場合が多い。中心の「島」部分は、オベリスクや緑地等に利用されている場合もあり、凱旋門があるシャルル・ド・ゴール広場は世界的に有名である。13区の広場や交差点には、次のようなものがある。
- アベ＝ジョルジュ＝エノック広場（Place de l'Abbé-Georges-Hénocque）
- イタリア広場（プラス・ディタリー、Place d'Italie）
  - 第13区役所前にある区内中央より北側に位置する中心広場。フォンテーヌブロー方面に向かう"パリの南の玄関口"。
- コリュシュ広場（Place Coluche）
  - 13区と14区の境界に位置している。
- ジャンヌ・ダルク広場（Place Jeanne d'Arc）
- ナシオナル広場（Place Nationale）
- パリ・コミューン広場（Place de la Commune-de-Paris）
- ピネル広場（Place Pinel）
- ランジス広場（Place de Rungis）

## 著名な出身者

### 政治・軍人
- アンリ・ジロー（陸軍軍人、上級大将） - 区内で石炭商の下位中産階級家庭の生まれ。第二次大戦期、シャルル・ド・ゴールと統一フランス軍トップの地位を争った。
- ジャック・シャバン＝デルマス（元首相） - オピタル大通り76番地生まれ。1994年まで16区ヴィクトル＝ユーゴー大通り15番地に居住。

### 芸能
- ミシェル・ピコリ（男優、映画監督・脚本家）
- カトリーヌ・フロ（女優）

## 著名な居住者

### 政治
- ルイ・オーギュスト・ブランキ（パリ・コミューン等その他闘争に関わった19世紀の革命家） - 監獄から釈放後の1878年から亡くなる1881年までオーギュスト＝ブランキ大通り25番地に居住。プラークが掲げられている。
- 周恩来（中国の政治家、中国共産党） - 1922-1924年の間、イタリー広場17番地に居住

### 学者
- ピエール・キュリー（化学者） - 1896-1900年の間、Rue de la Glacière24番地に居住
- マリ・キュリー（化学者） - 同上。その間、1898年にラジウムを発見した。

### 文化
- ポール・ゴーギャン（画家） - シテ・フルーリ (Cité fleurie) にアトリエがあった
- アメデオ・モディリアーニ（画家） - 同上
- フランソワ・フラマン（画家） - Rue de la Glacière 16番地に居住
- エドアール・ダリファール（フランス語版）（画家） - 同上126番地

## ゆかりの人物

### 文化
- ジャン・ジュネ（作家、エッセイスト） - 13区内で死去。
- ミス・ティック（フランス語版）（ストリートアーティストないし落書き活動家）
  - チュニジア移民系で、10区ないしモンマルトル界隈生まれ。2区モントルグイユ地区、マレ地区、モンマルトル界隈、20区メニルモンタン界隈、13区ビュット＝オ＝カイユ界隈での、"黒髪女性のストリートアートないし落書き"が知られている。ビュット＝オ＝カイユ界隈の"落書き"の多くはミス・ティック作。

### 芸能
- ジョセフィン・ベーカー（ジャズ歌手、女優） - 13区内のピティエ＝サルペトリエール病院で亡くなった。
- シュザンヌ・ガブリエロ（フランス語版）（歌手、女優） - 13区内で亡くなった。
- ロジェ・ヴァディム（映画監督、脚本家、演出家） - 13区内で亡くなった。

## 13区を舞台にした作品

### 映画
- ジャン＝リュック・ゴダール 『女と男のいる舗道』 - 仏語：Vivre sa vie: Film en douze tableaux（1962年）
- ジャック・オーディアール 『パリ13区 (映画)（英語版）』 - 仏語：Les Olympiades、英語：Paris, 13th District（2021年）